# Coney Island
Coney Island (englisch für Kanincheninsel) ist eine Halbinsel und ein Stadtteil (Neighborhood) im Süden des Stadtbezirks Brooklyn in New York City an der Atlantikküste. Coney Island ist durch die großen Vergnügungsparks, seinen Strand und die angrenzende Hochhaussiedlung russischer Einwanderer bekannt.
Der gleichnamige Stadtteil Coney Island nimmt auf der Halbinsel den Abschnitt zwischen dem östlich gelegenen Ocean Parkway, der die Grenze zu Brighton Beach darstellt, und der West 37th Street als Abgrenzung zu Sea Gate ein. Die nördliche Grenze bildet der Belt Parkway. Im Jahr 2020 hatte das Viertel laut US-Census 44.931 Einwohner. Der 3,7 km² große Stadtteil ist Teil des Brooklyn Community District 13, hat die Postleitzahl 11224 und gehört zum 60. Bezirk des New Yorker Polizeidepartements. Kommunalpolitisch wird Coney Island vom 47. Bezirk des New York City Council (Stadtrat) vertreten.
Weitere Viertel auf der Halbinsel sind Sea Gate, Brighton Beach und Manhattan Beach. Ursprünglich war Coney Island eine Insel, die sich rund acht Kilometer in Ost-West-Richtung erstreckte und einen knappen Kilometer breit war. Sie war von Brooklyn durch die Meerenge Coney Island Creek getrennt, die in den 1940er Jahren gut zur Hälfte zugeschüttet wurde, um an dieser Stelle die Shore-Parkway-Stadtautobahn zu errichten.

## Geschichte

### Herkunft des Namens
Die Bezeichnung coney stammt aus dem Niederländischen und taucht erstmals 1639 in einer Karte von Johannes Vingboon auf. Als New York noch Nieuw Amsterdam hieß und die Gegend zur niederländischen Kolonie Nieuw Nederland gehörte, war sie unter dem Namen Conyne Eylandt bekannt, was nach heutiger Sprachgebung Konijn Eiland, also „Kanincheninsel“ bedeutet. Der Name rührt tatsächlich von großen Kaninchenpopulationen her, die seinerzeit Long Island bevölkerten.
In jener Zeit siedelten sich hier auch die ersten Europäer an. Im Jahre 1643 ließ sich die Engländerin Lady Deborah Moody (1586–1659?) hier nieder und gründete Gravesend. Dies war eine der wenigen Koloniegründungen in Nordamerika durch eine Frau.
Nach der Eroberung der Kolonie durch die Briten 1664 und 1674 wurde der Name ins Englische transkribiert, wobei coney tatsächlich ein veraltetes Wort für „Kaninchen“ ist. 1690 taucht bereits die Bezeichnung Conney Isle auf, 1733 wird erstmals die noch heute gültige Formulierung Coney Island verwendet.
Obwohl die Herkunft des Namens zweifelsfrei nachgewiesen werden kann, halten sich zahlreiche anders lautende Gerüchte über seinen Ursprung. So sollen englische Siedler der Insel wegen ihrer Hügel den Namen Cone Island („Insel der Kegel“) gegeben haben. Andere behaupten, der Name stamme von einer gleichnamigen Insel vor der Küste Irlands bei der Stadt Sligo ab. Wiederum andere meinen, der Begriff coney leite sich vom Volk der Konoh ab, die dort früher gelebt haben sollen. In Wirklichkeit lebten dort die Nyack. Sie verkauften jene „Sandbank“ 1654 an die europäischen Siedler.
Die einheimischen Lenape nannten die Insel dagegen Narrioch, „Land ohne Schatten“, weil an den Stränden in dieser Gegend den ganzen Tag über die Sonne schien.

### Sommerfrische und Amüsierviertel (ab 1829)
Im 19. Jahrhundert wurde Coney Island zu einem Bade- und Ferienort für wohlhabende amerikanische Bürger, die es sich leisten konnten, die gut 20 Kilometer von New York in die Sommerfrische zu reisen. Im Jahre 1829 wurde die erste Straßenverbindung mit Brücke über den Coney Island Creek gebaut; gleichzeitig eröffnete mit dem Coney Island House das erste Hotel, weitere kamen in den darauf folgenden Jahrzehnten hinzu.
Doch die Insel zog zunehmend auch Politiker und Geschäftsleute an, die dort ihre teils fragwürdigen Geschäfte abwickelten, allen voran ein gewisser Mike Norton, der während des Sezessionskrieges ein Vermögen mit Armeeausrüstungen verdient hatte.

Das Elephant Hotel

So kamen nach und nach weniger feine Etablissements hinzu. Vor allem Neureiche und Geschäftemacher errichteten im Westen der Insel Hotels mit klangvollen Namen wie „Windsor“, „Tivoli“ oder „Sea View“, die jedoch in Wahrheit vor allem dem Glücksspiel und der Prostitution dienten. Dieses Milieu zog Kriminelle aller Art an. Ecke Surf Avenue und 5. Straße West stand das wohl bekannteste derartige Etablissement, das Hotel Elephant von James V. Lafferty aus dem Jahre 1885. Der 100 Fuß (≈ 30 Meter) lange und 72 Fuß (≈ 22 Meter) hohe Bau in Form eines Elefanten wurde schnell zu einem Sinnbild für das „horizontale Gewerbe“, was sich in dem Ausdruck „Seeing the Elephant“ („Den Elefanten besuchen“) niederschlug. Bis heute hat sich im New Yorker Slang auch die Bezeichnung „Coney Island Whitefish“ („Coney Island Weißfisch“) für gebrauchte Kondome gehalten.
Die damals zuständige Gemeinde Gravesend mit ihren 500 Einwohnern sah sich außerstande, etwas dagegen zu unternehmen. Stattdessen kam man dort unter Führung des berüchtigten Bürgermeisters John McKane auf die Idee, selbst solche Etablissements zu errichten und sich durch deren Verpachtung einen Anteil der Einnahmen zu sichern, was die Entwicklung noch forcierte.

Peter Tilyous Surf House

Voraussetzung für diese Entwicklung war, dass seit 1846 ein Raddampfer mehr oder weniger regelmäßig von Manhattan aus die Insel anfuhr: Da die Überfahrt nur 50 US-Cent kostete, war Coney Island von da an auch für die Mittelschicht erreichbar. Peter Tilyou errichtete 1865 mit dem Surf House („Haus an der Brandung“) das erste Strandbad mit Ausschank für Bayerisches Bier. Bis in die 1880er Jahre folgten weitere Badeanstalten, etwa der Manhattan Beach Bathing Pavilion („Strandbad Manhattan Beach“), der Brighton Beach Bathing Pavilion („Strandbad Brighton Beach“), die West Brighton Baths („Badeanstalten West Brighton“) und die Iron Pier Baths („Strandbad am Eisernen Pier“).

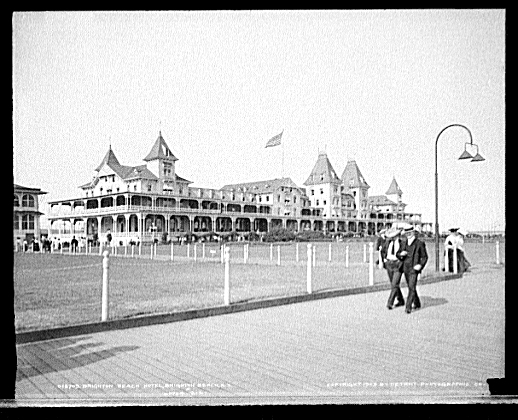
Das Brighton Beach Hotel

Nachdem der Westen von Coney Island immer mehr von der Mittelschicht bevölkert wurde und andere Teile als Amüsierviertel in Verruf gerieten, zogen sich die Wohlhabenden in den Ostteil der Insel zurück: 1876 entstanden in Höhe der Coney Island Avenue das Manhattan Beach Hotel und das Oriental Beach Hotel von August Corbin und zwei Jahre später einige Hundert Meter östlich davon das Brighton Beach Hotel von William A. Engeman, die beide damals zu den nobelsten und größten Hotels der Vereinigten Staaten gehörten. Da das Baden im Meer in der Oberschicht inzwischen in Mode gekommen war, waren diese Häuser stark frequentiert.
Weil das Brighton Beach Hotel im Laufe der Jahre zunehmend von Küstenerosion bedroht war, wurde das 150 Meter lange und 6000 Tonnen schwere Bauwerk im Frühjahr 1888 untergraben, am Stück auf 120 Eisenbahnwaggons gehoben und von sechs Dampflokomotiven knapp 200 Meter weit ins Landesinnere verschoben.

### Bau der Eisenbahnen (1867–1885)

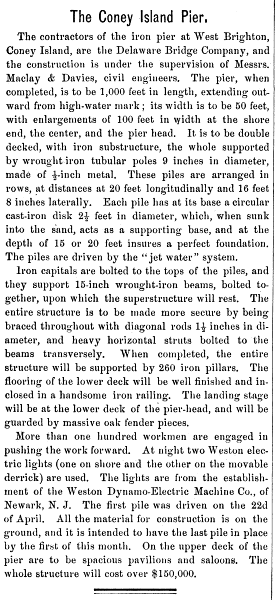
Zeitungsartikel über den Eisernen Pier (1879)

Neben der Dampfschifffahrtslinie nach Manhattan sorgten vor allem die in den 1860ern und 1870ern vom damaligen südlichen Stadtrand von Brooklyn her errichteten Eisenbahnstrecken für einen stetig wachsenden Besucherstrom. Dieser verstärkte sich mit der Eröffnung der Brooklyn Bridge 1883 und dem Anschluss an die Hochbahnen der Brooklyn Elevated Railroad (BER) sechs Jahre später noch weiter. Die Strecken gehören heute weitgehend zur New Yorker U-Bahn.
1867 erreichte die Brooklyn, Bath and Coney Island Railroad die Insel. Die zunächst als Pferdebahn betriebene Strecke verlief von der Ecke 25. Straße und 5. Avenue, Brooklyn aus über New Utrecht Avenue und 86. Straße bis etwa an die Stelle, an der sich der heutige Bahnhof Coney Island–Stillwell Avenue befindet. Die Strecke entspricht im Wesentlichen der heutigen BMT West End Line und ist die älteste Strecke der New Yorker U-Bahn.
1875 nahm die Prospect Park and Coney Island Railroad von Andrew Culver zwischen dem Prospect Park und der Insel den Betrieb auf; Endbahnhof war das Culver Terminal an der Ecke Surf Avenue und 5. Straße West. Die heutige BMT Culver Line verlief entlang der Gravesend Avenue, der heutigen McDonald Avenue.
1878 eröffnete die Brooklyn, Flatbush and Coney Island Railroad ihre Ausflugsbahn vom Prospect Park zum Brighton Beach Hotel. Sie entspricht der heutigen BMT Brighton Line.
1879 konnte schließlich die Sea Beach and Coney Island Railroad ihren Betrieb aufnehmen. Der Endbahnhof lag etwa in Höhe der 10. Straße West. Die Strecke ist heute als BMT Sea Beach Line bekannt.
1880 eröffnete die New York and Brighton Beach Railway, die bereits eineinhalb Monate nach Betriebsbeginn wieder aufgeben musste. Versuche, die Bahn noch zu retten, scheiterten.
1885 nahm schließlich die New York and Manhattan Beach Railway in Kooperation mit der Long Island Rail Road (LIRR) ihren Betrieb auf. Sie verkehrte von East New York und Battery Bay Ridge aus hinunter zum Manhattan Beach Hotel. Da sie nicht entlang der Hauptverkehrsströme verlief, befand sie sich zunehmend abseits vom Geschehen, so dass sie 1924 stillgelegt wurde.

Andrew Culvers Eisenturm mit Dampfaufzug

Im Gegensatz zu seinen Konkurrenten baute Culver seine Eisenbahn entlang der Ortschaften zwischen Brooklyn und dem Südstrand, so dass sie das ganze Jahr über kostendeckend betrieben werden konnte und der Fahrpreis nur noch 35 US-Cent betrug. 1878 wurde die Strecke schon zweigleisig ausgebaut. Neben dem Endbahnhof entstanden unter Culvers Regie die ersten „gewöhnlichen“ Hotels und der 90 Meter hohe Eisenturm mit Aussichtsplattform und Dampfaufzug, den er 1876 von der Weltausstellung in Philadelphia erworben hatte. Seine Investitionen hatten maßgeblichen Anteil an der Entwicklung hin zum späteren Massentourismus.
Der Anschluss der Eisenbahnstrecken an die Brooklyn Elevated Railroad 1889, die New Yorker U-Bahn 1901 und die Einführung des Einheitstarifs von 5 US-Cent mit den Doppelverträgen (Dual Contracts) im Jahre 1913 machte Coney Island endgültig für die Massen der vor allem armen Leute aus ganz New York verfügbar. Zur Bewältigung dieser Menschenmengen wurden die Bahnstrecken teilweise auf vier Gleise ausgebaut und 1919 schließlich der neue achtgleisige Endbahnhof an der Stillwell Avenue eröffnet.
Die Coney Island and Brooklyn Railroad verband mit ihrer Pferdebahn eine Reihe von Fähranlegern am südlichen Stadtrand von Brooklyn mit Coney Island. Der Endbahnhof befand sich etwas weiter weg vom Strand an der Gravesend Avenue (heute McDonald Avenue). Da die Strecke inmitten der Coney Island Avenue verlief, wurde sie auf Straßenbahnbetrieb umgerüstet. Wie auch alle weiteren Brooklyner Straßenbahnstrecken wurde sie in den 1950er Jahren stillgelegt. Die Route bedient heute die Buslinie B68.
Für die Schifffahrt wurde 1878 in Höhe der 8. Straße West ein Anleger errichtet, der bereits 1880 durch ein größeres Bauwerk ersetzt wurde, so dass Dampfschiffe zur Hochsaison im 20-Minuten-Takt verkehren konnten. Dazu kamen noch neue Straßenverbindungen, wie etwa der 1876 gebaute Ocean Parkway. Die über 20 Meter breite Straße verlief vom Prospect Park aus nahezu schnurgerade bis zur Küste und war dabei von Alleebäumen gesäumt.

### Pferderennen und erste Achterbahnen
Nachdem die noble Kundschaft in den Hotels im Osten bald nach Zerstreuung verlangte, entstanden zwischen 1879 und 1886 insgesamt drei Pferderennbahnen. Coney Island wurde so zur Hauptstadt der Pferderennen und der Pferdewetten. Es entstand ein weiterer Publikumsmagnet für Leute auf der Suche nach dem schnellen Geld, zunehmend auch aus unteren Schichten. Um 1905 versorgten über 100 Buchmacher bis zu 40.000 Besucher an einem einzigen Renntag. Nachdem im Jahre 1908 auf Druck der Kirche Pferdewetten verboten worden waren, wurden die Rennbahnen bis 1910 geschlossen. Mit den Pferderennen verschwanden bald darauf auch die Wohlhabenden aus der Gegend, so dass die vornehmen Hotels im Osten in den Jahren darauf schließen mussten.
Doch gerade der Andrang weniger nobler Leute sorgte für den Bau weiterer Etablissements. Zu den Spielhallen und zwielichtigen Bars gesellten sich drittklassige Theater, Showbühnen und regelrechte Trinkmeilen, vor allem entlang der Bowery Street und der Surf Avenue zwischen der 6. und der 16. Straße West. Somit war der Westteil der Insel endgültig geprägt von Alkohol, Prostitution und Glücksspiel und der Ruf von Coney Island als Seebad ruiniert. Beispielsweise arbeitete 1917 Al Capone im Harvard Inn, das damals Frankie Yale gehörte. 1931 wurde Joe Masseria dort in einem Restaurant erschossen.
In diese Zeit fiel aber auch die Errichtung der ersten Fahrgeschäfte, die zuerst vor allem der Mittelschicht zur Zerstreuung dienten. Achterbahnen, Schießbuden, Zirkuszelte und schließlich ganze Vergnügungsparks säumten bald den Strand entlang der Atlantikküste. Viele Attraktionen entstanden aus Überresten von Weltausstellungen, die zusammengekauft und nach Coney Island verbracht worden waren. Dazu kamen Tanzlokale wie das Stauch’s und Ausflugslokale wie das Feltman’s von Charles Feltman, dem Erfinder des Hot Dogs, der 1867 mit einer Würstchenbude anfing und es schließlich zu einem Gastronomiebetrieb mit Biergarten und Strandbad für jeweils mehrere Tausend Personen brachte.

### DasNickel Empireder Zwischenkriegszeit

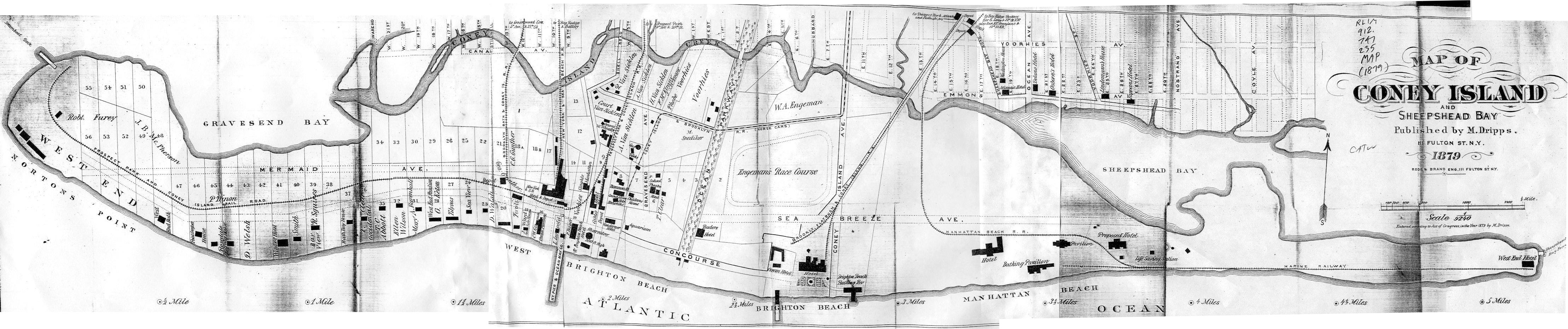
Karte von Coney Island von 1879

Mit dem Anschluss an die U-Bahn schwoll der Besucherstrom weiter an, etwa von durchschnittlich 100.000 Besuchern pro Tag um 1900 auf über eine Million im gleichen Zeitraum von 1920. Nachdem von 1913 an durch die Doppelverträge für eine einfache Fahrt nur noch ein 5-Cent-Stück, der berühmte „Nickel“, benötigt wurde, bekam Coney Island den Spitznamen „The Nickel Empire“ (dt. sinngemäß „Das Fünf-Cent-Reich“). Diejenigen Bevölkerungsschichten, die nun allwöchentlich an die Atlantikküste strömten, konnten sich zwar die Fahrt leisten, besaßen aber nicht die 10 Cent für einen Hot Dog bei Feltman’s oder gar die 50 Cent für eine Kabine in einem der vielen privaten Strandbäder. Sie brachten ihr Essen von zu Hause mit und sonnten sich am damals einzigen öffentlichen Badestrand, dem Municipal Bath House, der für diese Menschenmengen trotz seiner 12.000 Kabinen viel zu klein war. Aus dieser Zeit stammen auch Weegees berühmte Fotografien des überfüllten Strandes von Coney Island.
Die in der Weltwirtschaftskrise nach 1929 einsetzende Deflation hatte einen Preisdruck zur Folge, so dass die Schießbuden ihren Einsatz und den Wert ihrer Gewinne senken mussten. So gab es dementsprechend keine Haushaltsgegenstände mehr, sondern etwa Lebensmittel oder ein Päckchen Bohnenkaffee zu gewinnen. Leute wie Nathan Handwerker (Nathan’s) mit ihren einfachen Würstchenbuden verdienten jetzt das meiste Geld. Da die Gewinnspannen überall immer kleiner wurden, traf es vor allem solche Betriebe hart, die stark vom Wetter abhingen. Platzmieten und Personalkosten gingen nicht zurück, und so konnten einige verregnete Wochenenden die Jahresbilanz in die roten Zahlen treiben und die Betreiber zur Aufgabe zwingen.
Seit etwa 1893 hatte sich zudem eine Reihe folgenschwerer Brände ereignet. Als eine der ersten Attraktionen brannte 1896 das Hotel Elephant, drei Jahre später das erste Stauch’s. In den Jahren 1907 und 1911 brannte sogar je ein Vergnügungspark vollständig ab. Die Kombination aus engen Straßen, vorwiegend aus Holz errichteten Bauten und Küstenwind waren ideale Bedingungen für eine schnelle Ausbreitung der Flammen. Außerdem kam die Feuerwehr in den engen Gassen kaum voran. Erreichten die Einsatzkräfte schließlich den Ort des Geschehens, sorgten mitunter illegal angezapfte Wasserleitungen für zu niedrigen Wasserdruck.

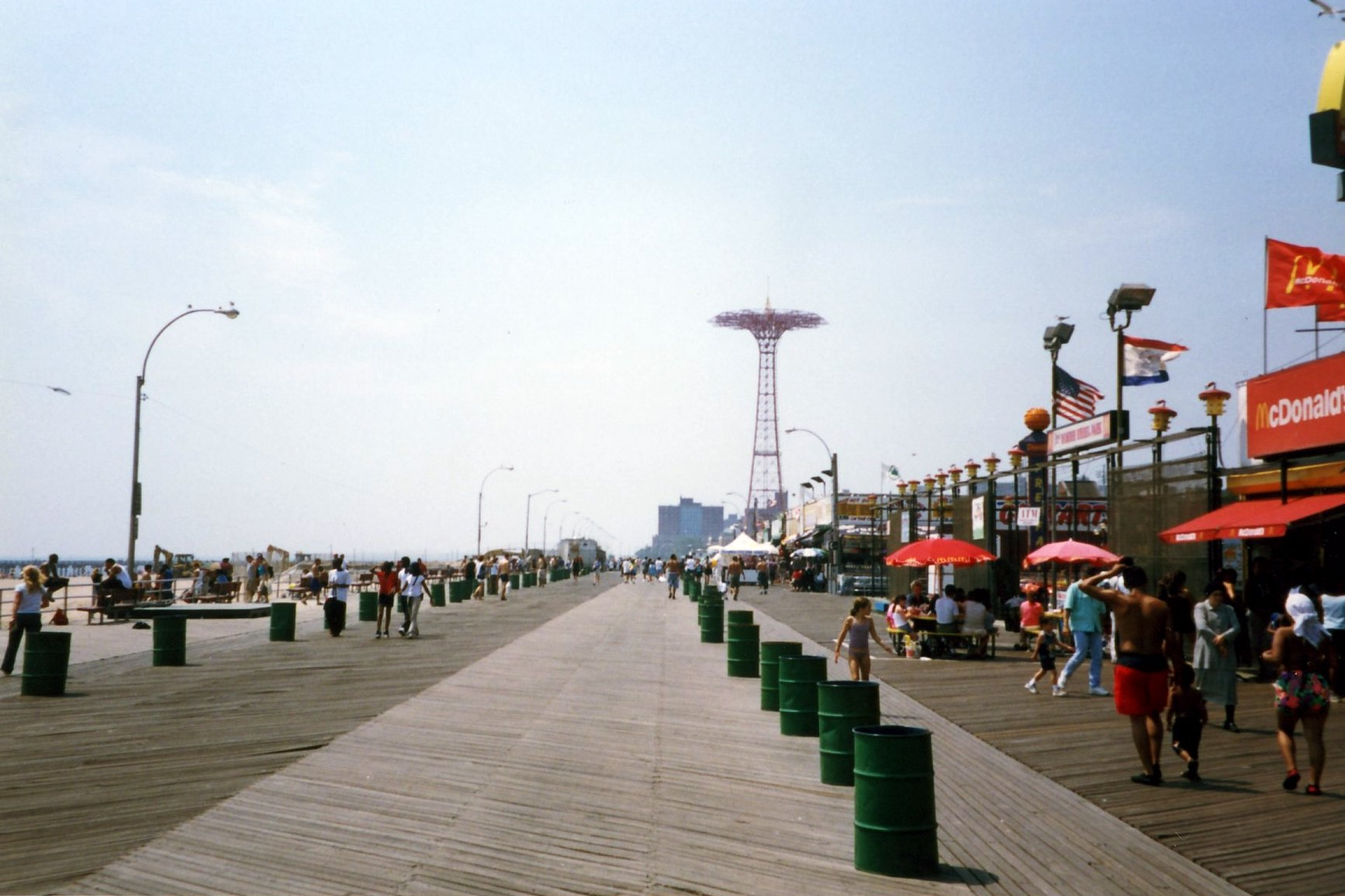
Der Riegelmann Boardwalk

Schließlich sah sich die Stadtverwaltung zum Eingreifen gezwungen: Die Surf Avenue und die Bowery Street wurden 1923 durch den Abbruch von rund 175 Gaststätten und Bars verbreitert. Zu den bekanntesten Opfern gehörten das Nathan’s und das Stauch’s, die ihre Liegenschaften jedoch mit viel Aufwand originalgetreu einige Meter nach hinten versetzten. Nach einem weiteren Großbrand im Jahre 1932 wurden zudem neue Hydranten und eine Hochdruckleitung installiert.
Zur Vorbeugung gegen Küstenerosion rammte man im gleichen Jahr entlang der Küstenlinie auf einer Länge von vier Kilometern zwischen der 37. Straße West und dem Corbin Place Baumstämme in den Boden, die das Fundament für die neue Strandpromenade, den knapp 25 Meter (80 Fuß) breiten Riegelmann Boardwalk, bildeten. Davor wurden Tonnen von Sand an den Strand gekippt, der von da an auf ganzer Länge als „öffentlicher Badestrand“ zugänglich war und endlich über ausreichend Rettungsschwimmer verfügte.

### Niedergang nach dem Zweiten Weltkrieg
Zu Zeiten des Zweiten Weltkriegs waren diese Attraktionen zwar immer noch eine willkommene Abwechslung, doch im Zuge der konjunkturellen Erholung nach der Weltwirtschaftskrise hatten die Betreiber der Fahrgeschäfte vermehrt um ihre Kundschaft zu kämpfen. Trotz einiger neuer Anlagen wie dem Parachute Jump gelang es nicht, das Niveau der Veranstaltungen genügend anzuheben, um sie in Anbetracht der sich verändernden Lebensweise attraktiv zu halten.
Seit den 1950er Jahren erfreuten sich zudem solche Ausflugsziele großer Beliebtheit, die gut mit dem Auto zu erreichen waren, was für Coney Island überhaupt nicht zutraf. Ein Beispiel ist der Jones Beach State Park an der Südküste von Long Island. Ärmere Familien zogen aus Brooklyn weg, gingen lieber ins Kino oder amüsierten sich zu Hause vor dem Fernseher.

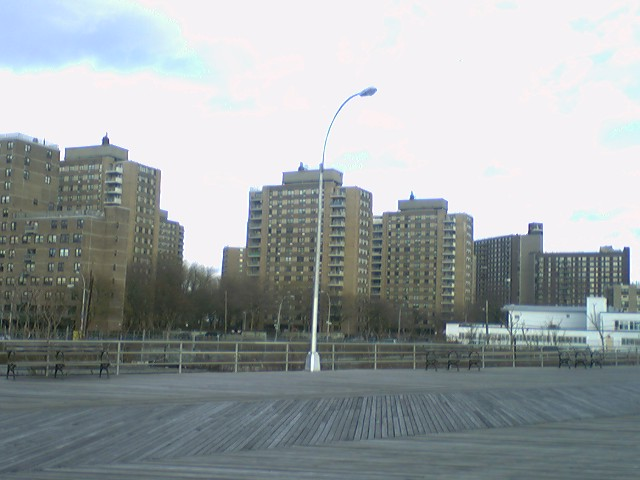
Häuser des Sozialen Wohnungsbaus vom Boardwalk aus

Schon vor der Schließung der letzten großen Anlagen bemühte sich die Stadtverwaltung unter Bürgermeister John Lindsay, die Gegend in eine „andere Richtung“ zu entwickeln, wobei der einflussreiche Stadtplaner Robert Moses federführend war. An Stelle der Vergnügungsparks entstanden in den 1960er Jahren große Wohnblöcke vorwiegend des Sozialen Wohnungsbaus, die heute vor allem den Westteil der Insel beherrschen. In diese Zeit fällt auch der Neubau des New York Aquarium, das am 6. Juni 1957 seine Pforten öffnete.

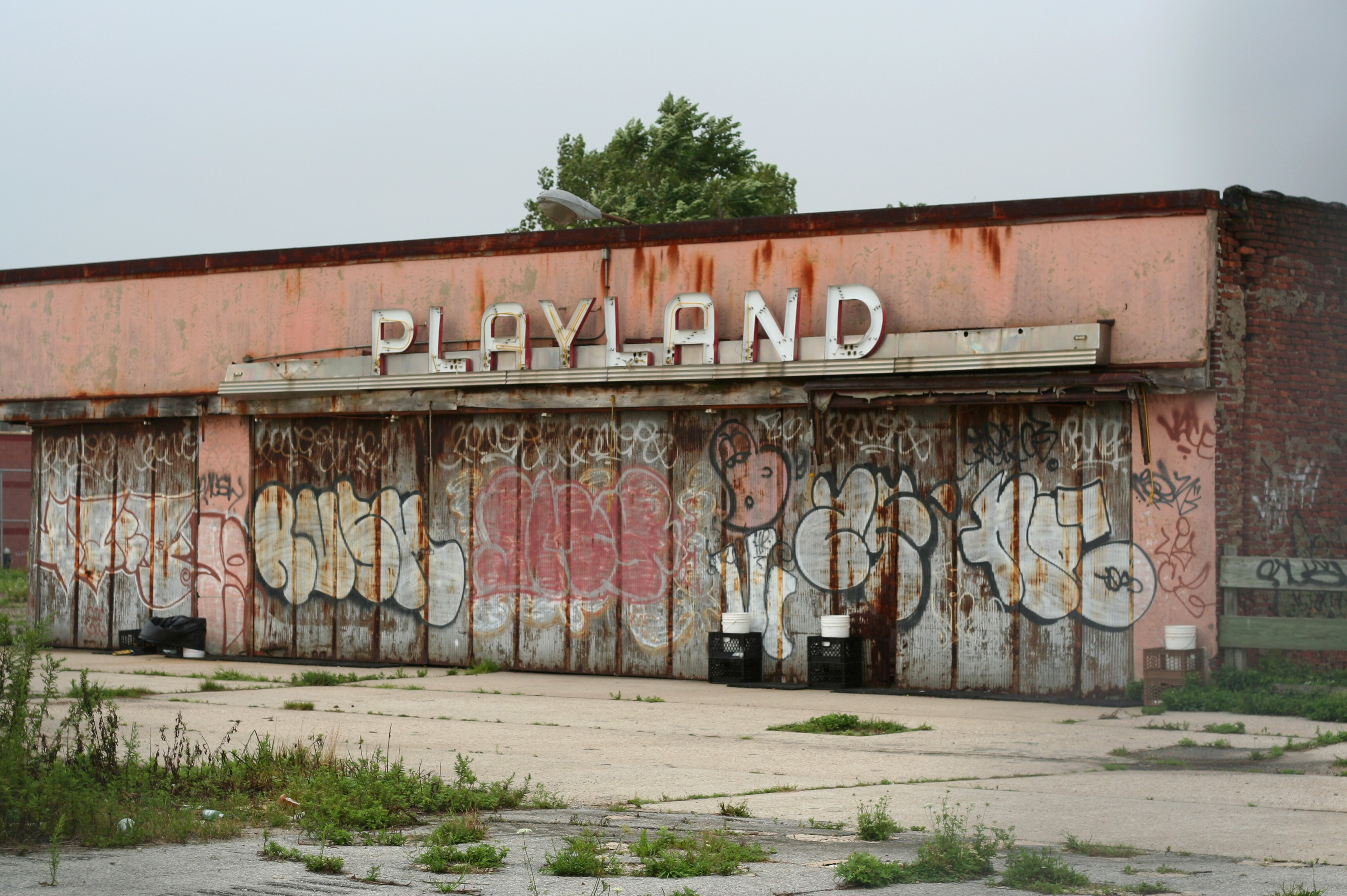
Ruinengrundstück auf Coney Island

Doch gerade durch die Bewohner jener Hochhäuser, die aus ärmlichen Verhältnissen stammten, veränderte sich die Gegend rapide, die fortan von Arbeitslosigkeit, Vandalismus, herumlungernden, vornehmlich afroamerikanischen Jugendlichen und vermehrter Straßenkriminalität geprägt war. Schlagzeilen wie diese, als sich am 31. Mai 1966 etwa 4.000 Menschen eine Straßenschlacht mit der Polizei lieferten, gaben jener Drohkulisse weitere Nahrung. Der dadurch zunehmend schlechte Ruf der Gegend ließ immer mehr Besucher ausbleiben, so dass die Vergnügungsparks aufgeben mussten. Coney Island wurde zu einer „No-go-Area“, die man teilweise sogar bewusst verfallen ließ, um sie später nach neuen Vorstellungen umgestalten zu können. Nachdem diese Pläne aber kaum umgesetzt wurden, ist die Gegend um die einstigen Vergnügungsparks bis heute von Ruinengrundstücken und Brachland gesäumt.

### Umbruch nach der Ölkrise
Nach dem Ende der großen Vergnügungsparks, der Ölkrise und der städtischen Finanzkrise Mitte der 1970er Jahre geht es seit einiger Zeit wieder langsam aufwärts. Einige kleinere Anlagen, die überlebt haben, wie das Astroland, expandieren mittlerweile wieder ein wenig. Die zunehmende Durchmischung der Bevölkerungsschichten macht sich zudem positiv bemerkbar; Arbeitslosigkeit und Kriminalität sind überdurchschnittlich zurückgegangen.
Seit 1983 findet auf der Mermaid Avenue jedes Jahr Ende Juni die Amateur Mermaid Parade („Amateur-Meerjungfrauen-Parade“) statt. Sie zitiert die Umzüge zum Mardi Gras aus dem frühen 20. Jahrhundert. Zusammen mit dem seit 2001 stattfindenden Siren Music Festival („Sirenen-Musikfest“) Mitte Juli haben sich mittlerweile zwei große Volksfeste auf Coney Island etabliert. 2001 wurde mit dem KeySpan Park ein Baseballstadion eröffnet.
Insgesamt bietet Coney Island heute das Bild einer „gewöhnlichen“ heruntergekommenen New Yorker Vorstadt mit Wohnblöcken und kleinen Einfamilienhäusern, diversen Einkaufszentren und Möbelhäusern entlang der Stadtautobahn – und eben einem Vergnügungspark, der sich zwischen diversen Ruinengrundstücken erhebt. Dazu kommen der Boardwalk und der Badestrand, die an heißen Sommertagen nach wie vor gut besucht sind.

### Zukunftspläne
Seit der Jahrtausendwende gibt es von offizieller Seite verstärkte Bemühungen, Coney Island an Attraktivität gewinnen zu lassen. Die 2003 gegründete Stadtentwicklungsgesellschaft Coney Island Development Corporation soll die städtebauliche und kulturelle Entwicklung in der Gegend vorantreiben. Zu den geplanten Maßnahmen gehören der Neubau eines Stadtteilzentrums in der westlichen Hochhaussiedlung, die Umgestaltung einiger Straßenzüge sowie gehobenere gastronomische und kulturelle Angebote am Strand jenseits von Hamburgerständen und Schießbuden. Eine Fußgängerzone zwischen dem U-Bahnhof und dem Strand und die Schließung von Baulücken sollen die Gegend insgesamt enger zusammenrücken lassen. Im Asser-Levy-Park ist eine neue Freilichtbühne geplant. Insgesamt soll mehr als eine Milliarde US-Dollar verbaut werden.
Langfristig soll Coney Island im Gegensatz zu Robert Moses’ Planungen aus den 1950er Jahren zu einer Art Szeneviertel entwickelt werden. Als Vorbilder dienen dabei das French Quarter in New Orleans, das Greenwich Village oder der Strand von Venice in Santa Monica. Die Vergnügungsparks sind dabei ausdrücklich Bestandteil des Konzepts. Sie werden jedoch nicht in ihrer heutigen Form bestehen bleiben.

## Der Stadtteil Coney Island
(Dieser Abschnitt beschreibt den Stadtteil, der als „Coney Island Neighborhood“ bekannt ist.)

### Lage
Der Stadtteil (Neighborhood) Coney Island liegt auf dem südwestlichen Teil der Halbinsel. Er wird im Norden von der Bucht von Gravesend (Gravesend Bay), dem noch verbliebenen Teil des Coney Island Creek und der Shore Parkway (Belt Parkway) begrenzt und erstreckt sich dabei vom Ocean Parkway im Osten bis zur West 37. Street. Die Hauptstraßen sind Neptune Avenue, Surf Avenue und Stillwell Avenue. Die Nachbarviertel sind Sea Gate im Westen, Brighton Beach im Osten und Gravesend im Norden. Coney Island bildet zusammen mit Brighton Beach, Seagate und dem westlichen Teil von Gravesend den Brooklyn Community District 13.

### Bevölkerung
Coney Island hatte 2020 laut US-Census insgesamt 19.925 Haushalte mit 44.931 Einwohnern, davon 21.408 (47,6 %) Weiße, 8.897 (22 %) Afroamerikaner, 3.900 (8,7) % Asiaten, 8.159 (18,2 %) Hispanics und Latinos sowie 1.567 (3,5 %) andere Ethnien.
Im Jahr 2000 lag der Ausländeranteil 36,4 %, die Arbeitslosigkeit betrug 13,4 %. Das durchschnittliche Jahreshaushaltseinkommen belief sich auf 21.728 US-Dollar, 33,1 % der Bevölkerung lebten unter der Armutsgrenze. Allerdings ist das Milieu in den einzelnen Gegenden ausgesprochen unterschiedlich.
Etwas mehr als ein Drittel der Bevölkerung lebt in 30 zwischen 18 und 24 Etagen hohen Wohnblöcken, die sich zwischen dem Ocean Parkway und der West 12th Street erheben und hauptsächlich von jüdischen Einwanderern aus der ehemaligen Sowjetunion bewohnt werden. Unter ihnen ist die Arbeitslosigkeit mit 5,7 % am niedrigsten und das Durchschnittseinkommen mit 29.080 US-Dollar am höchsten. Der zunehmende Einfluss russischer Familien seit dem Fall des Eisernen Vorhangs hat der Gegend um Coney Island und Brighton Beach den Spitznamen „Little Odessa“ („Klein Odessa“) eingebracht.
Etwa einen Kilometer weiter westlich, hinter der West 20th Street, liegt ein weiteres Viertel mit Hochhäusern mehrheitlich des Sozialen Wohnungsbaus, das im Gegensatz dazu von Armut beherrscht wird. Von den rund 26.000 Einwohnern sind etwa die Hälfte Schwarzafrikaner und gut ein Viertel Hispanics. Ihr Durchschnittseinkommen lag 2000 bei 14.873 US-Dollar, über 45 % leben hier unter der Armutsgrenze; die Arbeitslosigkeit betrug 20,5 %.

### Verkehr

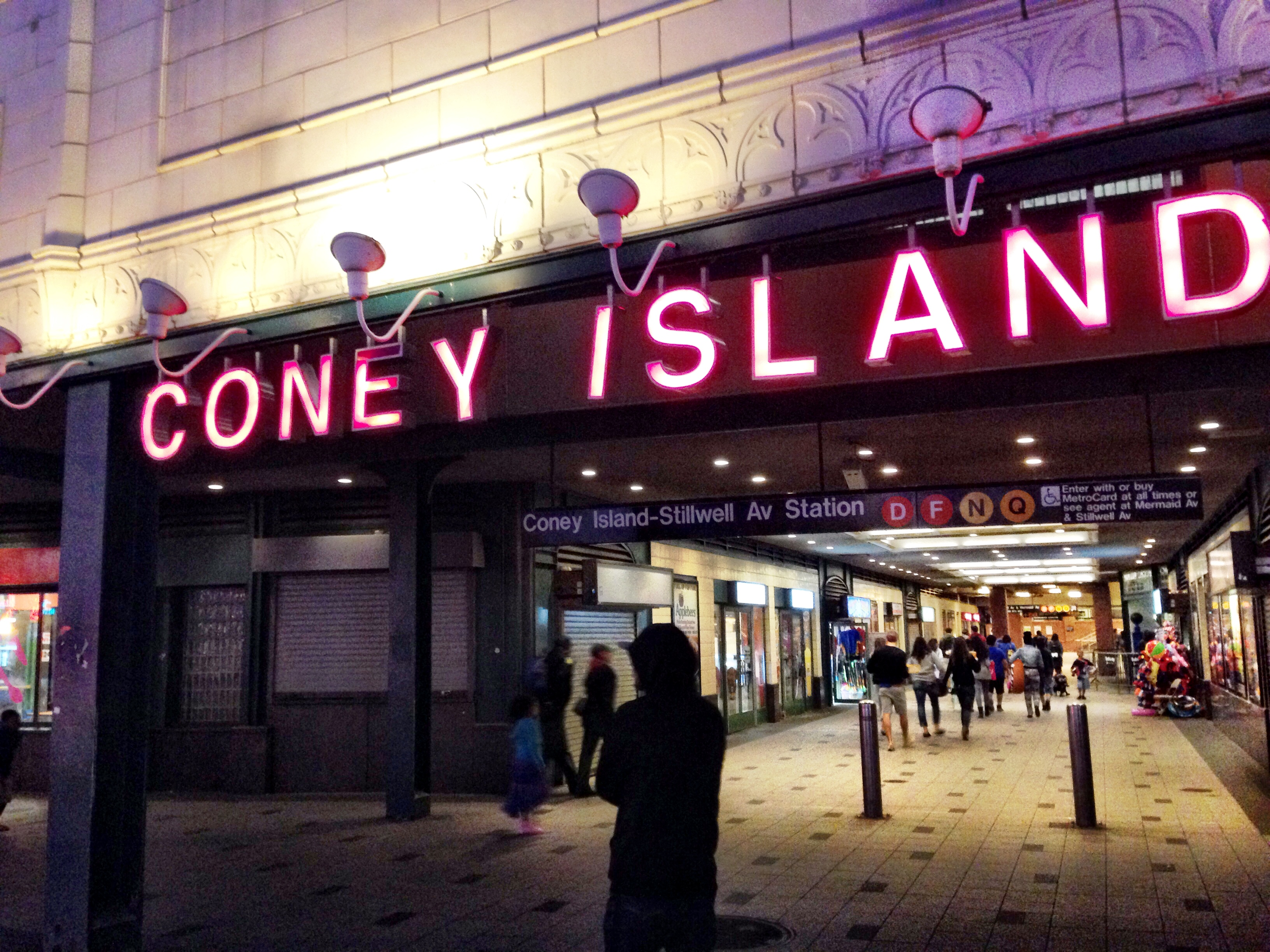
Eingangspassage mit Ladenzeile im Bahnhof Coney Island–Stillwell Avenue

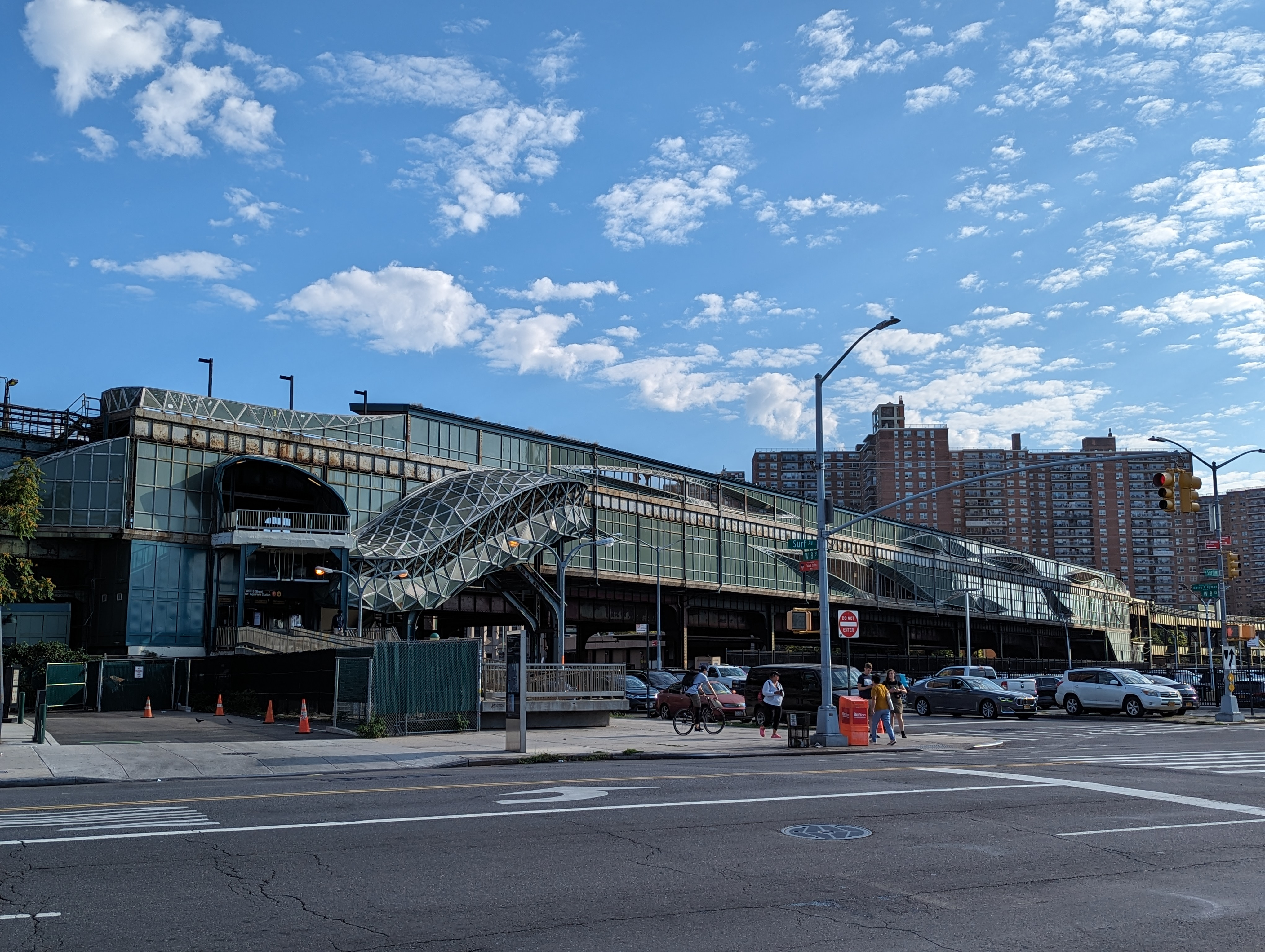
U-Bahnhof West Eighth Street–New York Aquarium

Aus der Zeit des „Nickel Empire“ stammt die für US-amerikanische Verhältnisse ausgezeichnete Anbindung an den öffentlichen Personennahverkehr. Vier der in den 1870er Jahren errichteten Bahnlinien werden noch heute von der New Yorker U-Bahn bedient und enden alle an der Station Coney Island–Stillwell Avenue. Mit Stand 2020 verkehren dort folgende Linien:
- Norwood–205th Street (The Bronx) ↔ Coney Island–Stillwell Avenue über die BMT West End Line
- Jamaica–179th Street ↔ Coney Island–Stillwell Avenue über die BMT Culver Line
- Astoria–Ditmars Boulevard ↔ Coney Island–Stillwell Avenue über die BMT Sea Beach Line
- 96th Street (Manhattan) ↔ Coney Island–Stillwell Avenue über die BMT Brighton Beach Line

Züge der BMT Culver Line halten noch an den Stationen West Eighth Street–New York Aquarium und Neptune Avenue, die BMT Brighton Line bedient ebenfalls die West 8th Street und zusätzlich die Stationen Ocean Parkway und Brighton Beach.
Vom Busbahnhof an der Station Coney Island–Stillwell Avenue hat man Verbindungen mit den Buslinien B68 nach Prospect Park, B74 nach Sea Gate, B64 nach Bay Ridge und B82 nach Starrett City. Des Weiteren führt die Linie B36 von Sea Gate zum Stadtteil Sheepshead Bay. Die Linien X28 und X38 bieten Express-Busverbindungen nach Manhattan.
Mit der Stadtautobahn Shore Parkway ist Coney Island an das Autobahnnetz rund um New York angeschlossen. Sie verläuft entlang der Küstenlinie des Festlandes und von der McDonald Avenue an ostwärts auf dem zugeschütteten Bett des Coney Island Creek. Ausfahrten befinden sich an der 17th Street West, der Shell Road und am Ocean Parkway.
Die NYC Ferry plant mit der „Coney Island-Route“ eine Fährverbindung von Downtown Manhattan nach Coney Island.

## Vergnügungsparks
Bis zum Zweiten Weltkrieg entstand auf der Insel Coney Island der größte zusammenhängende Vergnügungspark der Welt, dessen Entstehung zeitlich weit vor Hollywood oder Disneyland liegt und schließlich erst von letzterem übertroffen wurde. Millionen von Besuchern bevölkerten die Insel jährlich zur Saison zwischen Mai und September. Dabei war der „Eintritt“ frei und bei den einzelnen Schaustellern zu bezahlen, die ihre Fahrgeschäfte wie Läden entlang der Straßen aufgereiht hatten. Im Laufe der Zeit entstanden jedoch auch mehrere in sich geschlossene Anlagen:

### Sea Lion Park (1895–1902)

Kapitän Paul Boyton in seinem Gummianzug

1895 erwarb Paul Boyton (1848–1924), der Erfinder des Schwimmanzugs, an der Ecke Neptune Avenue und 12. Straße West ein Stück Land auf Coney Island, um dort den ersten Vergnügungspark der Welt zu errichten. Er beherbergte einen Wasserzirkus mit Seelöwen, mit denen Boyton in seinem Gummianzug um die Wette schwamm. Dazu gab es die Wildwasserbahn „Shoot-the-Chutes“ („Schussfahrt“) und die erste Achterbahn der Welt mit Looping, die „Loop the Loop“. Boyton versäumte es jedoch, Jahr für Jahr für neue Attraktionen zu sorgen, so dass die finanziellen Reserven knapp wurden. Während des verregneten Sommers 1902 musste er aufgeben und vermietete die Anlage an Frederic Thompson und Elmer Dundy, die sie in ihren Lunapark mit einbezogen.

### Steeplechase Park (1897–1964)

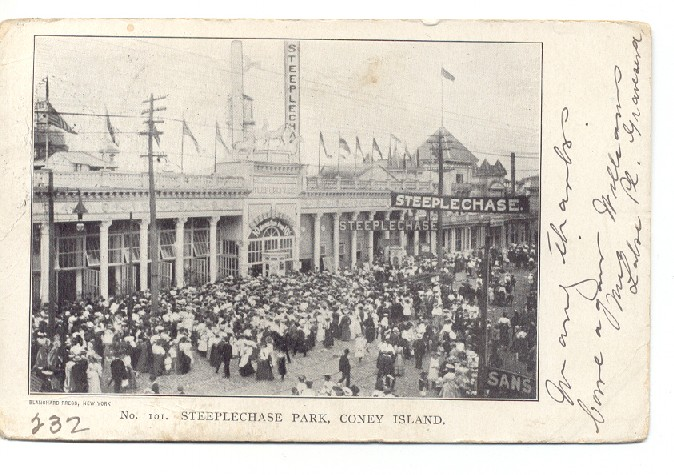
Der Steeplechase Park vor dem Brand 1907

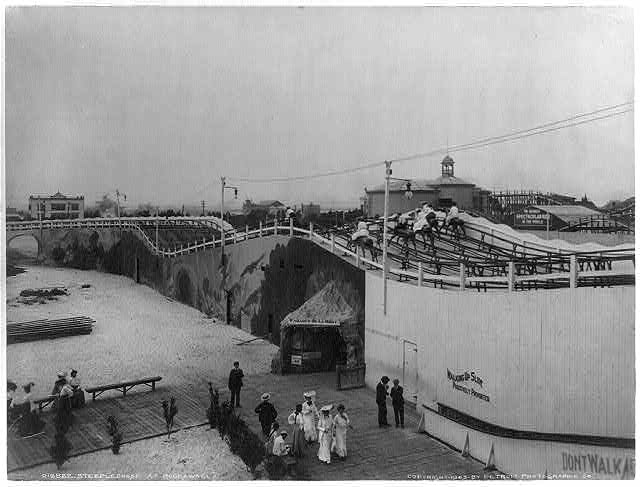
Das namensgebende mechanische Pferderennen „Great Steeplechase“

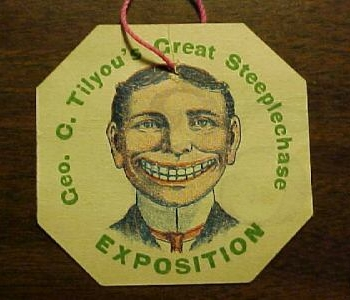
Eintrittskarte mit der Werbefigur des Steeplechase Parks, dem „komischen Gesicht“

1897 folgte George Cornelius Tilyou mit seinem Steeplechase Park, dessen Hauptattraktionen ein Riesenrad und das namensgebende mechanische Pferderennen waren, das aus sechs parallel verlaufenden Eisenschienen mit reitbaren Holzpferden bestand. 1902 kamen Frederic Thompson und Elmer Dundy mit ihrer „Reise zum Mond“ dazu, einem Boot-artigen Raumschiff mit „Batman“-Flügeln, das in einer Art Venturer-Fahrsimulator untergebracht war. Im Gegensatz zu seinen späteren Konkurrenten hatte Tilyou eher weniger gediegene Fahrgeschäfte mit Nervenkitzel wie etwa dem Teufelsrad („The Human Roulette Wheel“) zu bieten. Gastronomie gab es in dieser Anlage auch nicht. Als Werbefigur diente zeitlebens ein komisch grinsendes Männergesicht, dem Funny Face („komisches Gesicht“), das verschiedentlich an den jeweiligen Zeitgeschmack angepasst wurde.
Am 28. Juli 1907 löste eine achtlos weggeworfene Zigarette einen Großbrand aus, bei dem ein erheblicher Teil des Parks sowie eine Reihe von Nachbargebäuden zerstört wurden. Ein Wachmann hatte das Feuer zwar rechtzeitig bemerkt, den Feuermelder jedoch falsch bedient, so dass der Alarm erst eine knappe halbe Stunde später auflief.
Bereits ein Jahr später war der Park wieder aufgebaut. Kernstück bildete diesmal neben Riesenrad, Pferderennen und einem Ballsaal eine etwa 140 m × 80 m große, dem Wetterschutz dienende stählerne Halle, der Pavilion of Fun. Sie beherbergte neben einer kuriosen Auswahl von Karussells diverse Skurrilitäten wie etwa eine „Würstchenmaschine“. Auf dem Freigelände kamen im Laufe der Zeit noch Autorennen, Autoscooter, eine Achterbahn und ein Schwimmbad hinzu. Bekannt wurde der Park auch durch den Tunnel of Love („Tunnel der Liebe“) und das Barrel of Love, die „Liebestonne“.
Nach überstandener Weltwirtschaftskrise brach am 16. September 1939 ein Brand aus, dem der südwestliche Teil des Freigeländes zum Opfer fiel. Daraufhin wurde 1941 an dieser Stelle der zuvor auf der New Yorker Weltausstellung gezeigte Parachute Jump errichtet. Dieser 80 Meter hohe Stahlturm entsprach in etwa einem Freifallturm, die Fahrgäste wurden jedoch jeweils zu zweit an je einem Gurt nach oben gezogen und dann im freien Fall von Fallschirmen gebremst, so dass man das Gefühl hatte, aus einem Flugzeug zu springen. Allerdings waren für die zwölf Fallschirme fast 40 Mann Personal notwendig.
Nach dem Zweiten Weltkrieg setzte ein schleichender Niedergang ein. Durch Streitigkeiten innerhalb der Familie Tilyou ließen neue Attraktionen auf sich warten, so dass es bald „wie in einem Museum“ aussah. Anfang der 60er Jahre stammten die Besucher zunehmend aus dem ärmeren Milieu der neu errichteten Hochhaussiedlung nebenan; es kam zu Schlägereien und Vandalismus. Zusätzlich behandelten die Konzessionsinhaber ihre Kundschaft schlecht, ließen die Fahrgeschäfte verfallen, und Unfälle häuften sich. Unter dem Druck zunehmender Kriminalität, sinkender Besucherzahlen und neuer Sicherheitsauflagen wurde Steeplechase am 20. September 1964 geschlossen und anschließend an den Investor Trump Management verkauft. Dieser wiederum verkaufte die Fahrgeschäfte und ließ aus Angst vor dem Denkmalamt die Gebäude abreißen, doch sein geplantes Wohnungsbauprojekt wurde mangels Baugenehmigung nicht mehr verwirklicht. Der Parachute Jump hat dagegen bis heute überlebt, nachdem sich sein Abbruch als zu teuer herausgestellt hatte.
Seit 2001 steht auf der nordöstlichen Ecke des Grundstücks zwischen Kensington Walk und 21. Straße West der KeySpan Park. Der Rest ist eine Mischung aus Parkplatz und Brachland. Bis Ende 2000 rostete auf dem Areal noch die 1982 stillgelegte Thunderbolt-Achterbahn vor sich hin. 2014 entstand auf einem Teil des Geländes eine neue Achterbahn, ebenfalls Thunderbolt genannt.
Das Städtebaukonzept sieht vor, zwischen dem Boardwalk und dem Stadion den Parachute Pavilion zu errichten. Dieses markante Bauwerk soll zusammen mit dem Steeplechase Plaza als eine Art Kulturzentrum einen Publikumsmagneten bilden. Westlich davon sind gemischte Wohnbebauung und davor ein größeres Hotel mit Einkaufspassage geplant. Der Parachute Jump wird als Wahrzeichen bestehen bleiben.

### Lunapark (1903–1946)

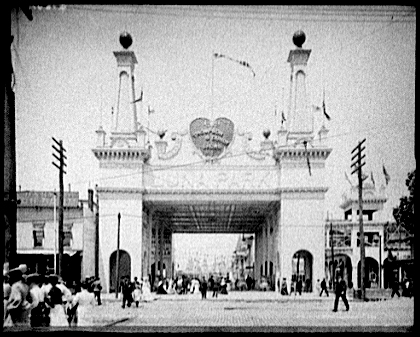
Lunapark: Eingang

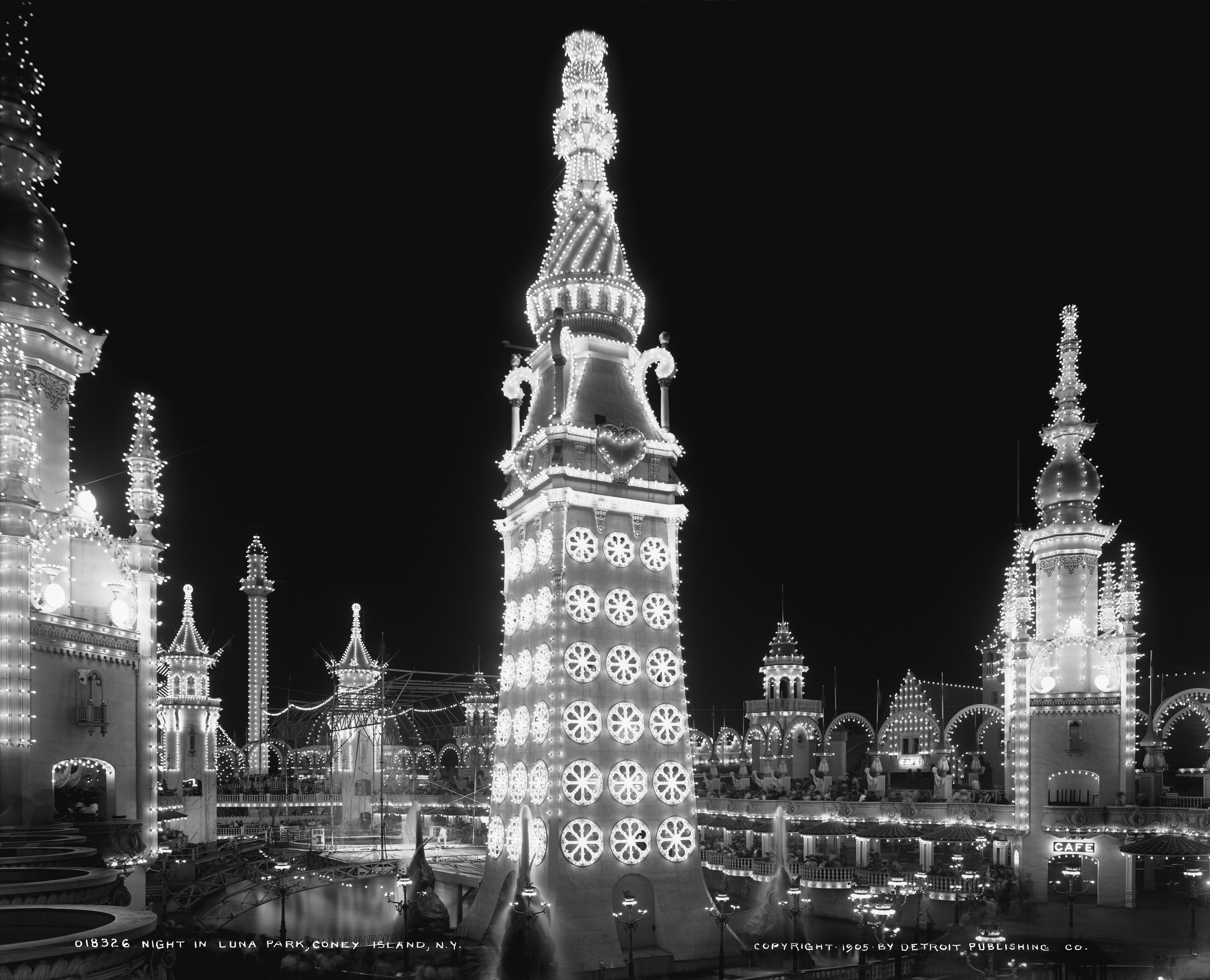
Lunapark bei Nacht

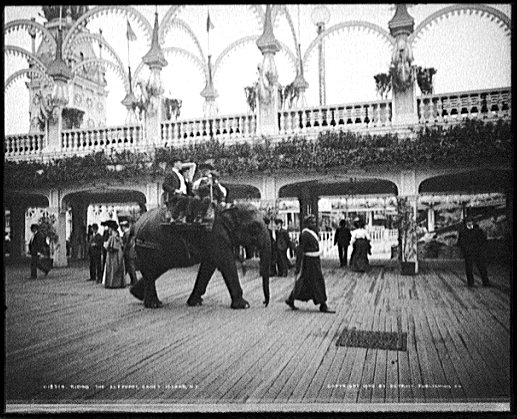
Elefantenreiten im Lunapark

1903 verließen Frederic Thompson und Elmer Dundy den Steeplechase Park und eröffneten mit der „Reise zum Mond“ als Hauptattraktion ihren eigenen Vergnügungspark, den Lunapark. Die Anlage befand sich im Karree Neptune Avenue, 8. Straße West, Surf Avenue und 12. Straße West. Die meisten Attraktionen waren dabei um eine künstlich angelegte Lagunenstadt im orientalischen Baustil gruppiert, die vom 60 Meter hohen Electric Tower („Elektroturm“) überragt wurde. Die über 1200 Giebel und Türmchen konnten mit 250.000 Glühbirnen in verschiedenen Farben beleuchtet werden. Die „Reise zum Mond“ wurde mit einigen Fahrgeschäften mit gleichem oder ähnlichem Konzept ergänzt. Dazu wurde im „War of the Worlds“ („Krieg der Welten“) eine fiktive Seeschlacht vor New York Miniaturmodellen gezeigt. Und ein gewisser Dr. Courney führte den von ihm erfundenen Säuglingsinkubator vor. Daneben war der Lunapark für seine dressierten Elefanten bekannt.
Neben den Fahrgeschäften gab es im Laufe der Zeit immer wieder neue große Inszenierungen, die teilweise verkleinert und mechanisch betrieben oder originalgetreu mit echten Requisiten und Schauspielern aufgeführt wurden. Dazu zählt der „Krieg der Welten“ ebenso wie der „große Zugraub“ mit Original-Eisenbahnwagen, die „Straßen von Delhi“ mit ihren Elefanten oder der Goldrausch in den „Days of ’49“, den „Tagen von ’49“.
In den folgenden Jahren wurde Lunapark immer wieder umgebaut und erweitert, um das Publikum bei Laune zu halten. So tauchten immer wieder neue Karussells, Rutschen, Aufführungen und Bauwerke auf, deren Palette vom singenden Blumengarten über Straußenrennen und eine „trockene“ Variante von Rapid River bis zur Mini-U-Bahn reichte. Sobald sich ein Fahrgeschäft jedoch nicht mehr trug, wurde es umgehend aus dem Programm genommen. Selbst die Lagunenstadt verschwand zugunsten von Arkadengängen und japanischen Gärten, die wiederum einem Nachbau der Hängenden Gärten von Babylon weichen mussten. Die „Shoot-the-Chutes“ und der „Elektroturm“ gehörten zu den wenigen Attraktionen, die bis zum Ende bestehen blieben.
Als nach dem plötzlichen Tod Dundys 1907 der Finanzfachmann in der Firma fehlte, liefen die Finanzen nicht zuletzt durch Thompsons großspurigen Lebensstil aus dem Ruder; bis 1912 entstand so ein Schuldenberg von 665.000 US$. Schließlich übernahm eine Investorengruppe den Park. Diese zeigte sich jedoch bezüglich neuer Attraktionen wenig innovativ, so dass nicht zuletzt in Anbetracht der Konkurrenz durch Kinofilme immer mehr Besucher ausblieben. Trotz verschiedener Anstrengungen musste man während der Großen Depression im Mai 1933 und erneut 1939 Konkurs anmelden.
Im Jahre 1941 wurden einige Exponate der New Yorker Weltausstellung von 1939/40 hierher verbracht, so dass der Park den offiziellen Beinamen „New Yorker Weltausstellung 1941“ erhielt. Allerdings war diesen Bemühungen durch den Kriegseintritt der USA 1941 und den damit einhergehenden Betriebsbeschränkungen kein rechter Erfolg beschieden. Am 12. August 1944 wurden zudem etwa zwei Drittel der Anlage durch ein Großfeuer zerstört, in dessen Konsequenz die Gläubiger das Areal an eine Immobilienfirma verkauften, so dass der Lunapark schließlich aufgegeben werden musste.
In den Jahren 1959–1961 wurden auf diesem Gelände die Luna Park Houses („Lunapark-Häuser“) errichtet. Diese fünf Wohnhochhäuser bilden heute die Kulisse für das Astroland aus rotem Backstein.

### Dreamland (1904–1911)

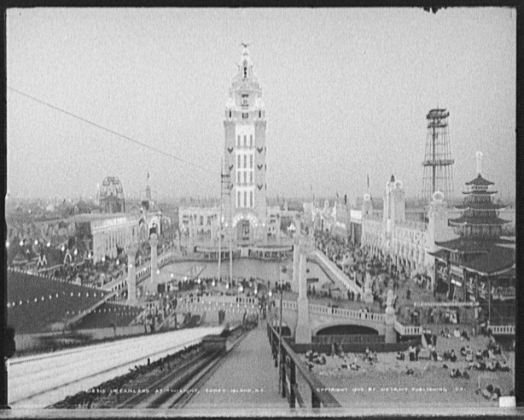
Dreamland

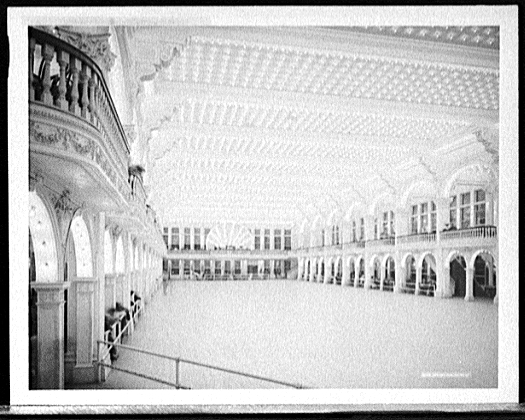
Ballsaal

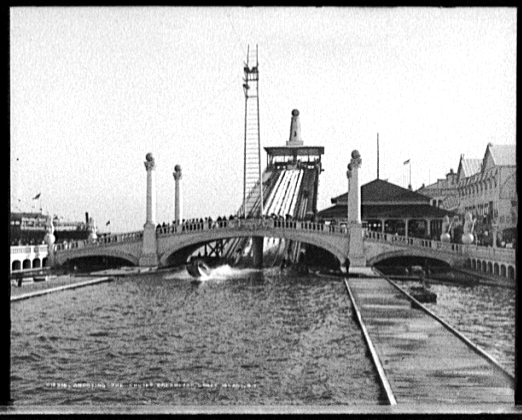
Fahrgeschäft „Shoot-the-Chutes“

1904 folgte William H. Reynolds’ Dreamland („Traumland“), das südlich der Surf Avenue zwischen der 5. und 10. Straße West lag. Als Hauptachse diente dabei die ehemalige 8. Straße West, an deren Stelle eine 90 × 40 Meter große künstliche Lagune angelegt wurde, die mit ihrem der Giralda von Sevilla nachempfundenen zentralen über 120 Meter (375 feet) hohen elektrischen Leuchtfeuer, dem Beacon Tower und über einer Million Glühbirnen sämtliche Konkurrenten in den Schatten stellte. Die Gestaltung orientierte sich dabei am Aufbau der Weltausstellungen der damaligen Zeit; die Attraktionen wurden mangels Kreativität von Seiten der Geschäftsführung sehr stark an denen des Lunapark angelehnt, die Ausführung geriet jedoch großzügiger und kam fast viermal so teuer. Man konnte nicht nur mit größeren Fahrgeschäften, sondern darüber hinaus mit einem geringeren Eintrittspreis und der Direktverbindung vom Eisernen Pier von 1880 mit Dampfschiffen nach Manhattan werben. Auf diesem Pier befand sich der mit 2300 Quadratmetern damals größte Ballsaal der Welt.
Die Attraktionen bestanden überwiegend aus kleinen bis mittelgroßen Science-Fiction-Fahrgeschäften und diversen Inszenierungen („Showveranstaltungen“), bei denen das Publikum entweder in kleinen Gefährten oder auf einer Tribüne sitzend einige Minuten lang eine nahezu perfekte Illusion vorgeführt bekam. Eine 75 × 25 Meter große Halle wurde beispielsweise zu einem Klein-Venedig mit Markusplatz und Canal Grande, in Lilliputia („Lilliputanien“) konnte man einen von Zwergen bewohnten, maßstabsgetreuen Nachbau von Nürnberg bestaunen; dazu gab es Jules Vernes „Reise zum Mittelpunkt der Erde“. In einer anderen Halle brach der Vesuv aus und verschüttete ein verkleinertes Pompeji. Hauptattraktion war jedoch die große Feuerwehr-Stuntshow Fighting the Flames („Brandbekämpfung“). Vor 1500 Zuschauern setzte man ein großes Gebäude in Brand, das von vier Löschzügen mit 120 Mann gelöscht werden musste. 1906 wurde die Arena umgebaut, die fortan ebenso realistisch das Erdbeben von San Francisco nachstellte.

Stuntshow „Fighting the Flames“
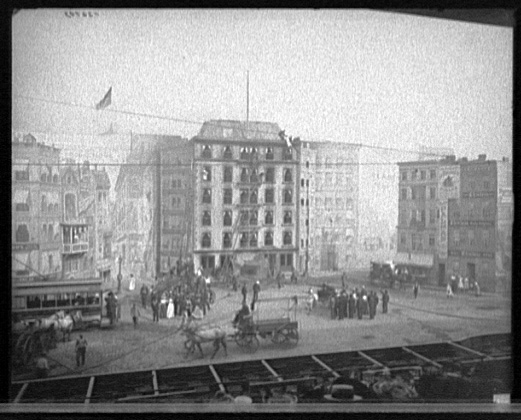
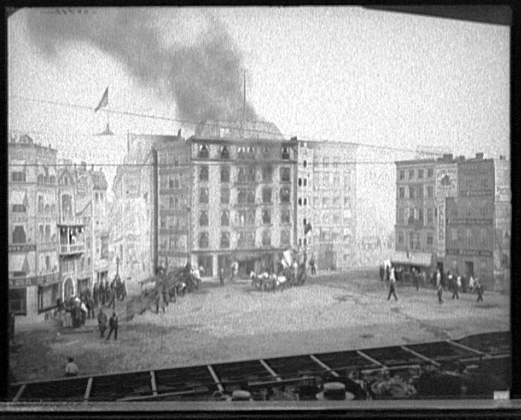
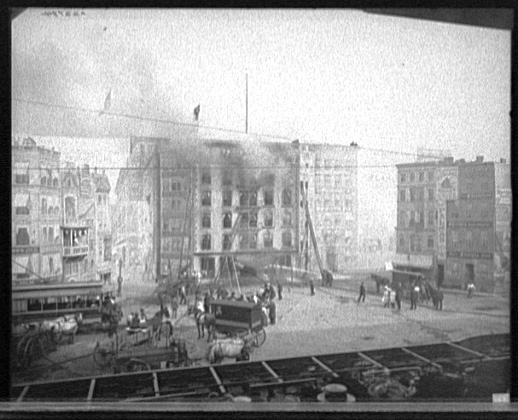

Die erste richtige Achterbahn erhielt Dreamland erst 1911 mit dem Giant Racer („Riesenrenner“), der damals größten Achterbahn auf Coney Island.
Am 27. Mai 1911 brach bei Reparaturarbeiten in der Geisterbahn Hell Gate („Tor zur Hölle“) ein Feuer aus. Obwohl die Feuerwehr schnell zur Stelle war, konnte sie ein Ausbreiten der Flammen nicht verhindern, weil die Hydranten wegen Reparaturarbeiten an der Wasserleitung nicht den nötigen Druck lieferten. So brannte die Anlage bis auf den aus Stahl gebauten Giant Racer vollständig nieder. Nachdem wegen Unterversicherung die Summe aus Grundstückswert und Versicherungssumme etwa der Höhe der Beteiligungen entsprach, entschloss sich die Geschäftsführung zur Liquidation. Dieser Brand war die Vorlage für den 1999 von Kevin Baker verfassten Historienroman Dreamland.
Auf dem westlichen Teil des Geländes entstanden schließlich eine Western-Show und ein Streichelzoo; der Giant Racer wurde noch bis 1926 weiterbetrieben. Der östliche Teil des Areals wurde an die Stadt New York verkauft, die dort erst eine Grünanlage und 1957 schließlich den Neubau des New York Aquarium errichtete. Westlich davon befinden sich heute ein Parkplatz und die Cyclone-Achterbahn.

### Astroland (1962–2008) / Dreamland (2009) / Lunapark (seit 2010)

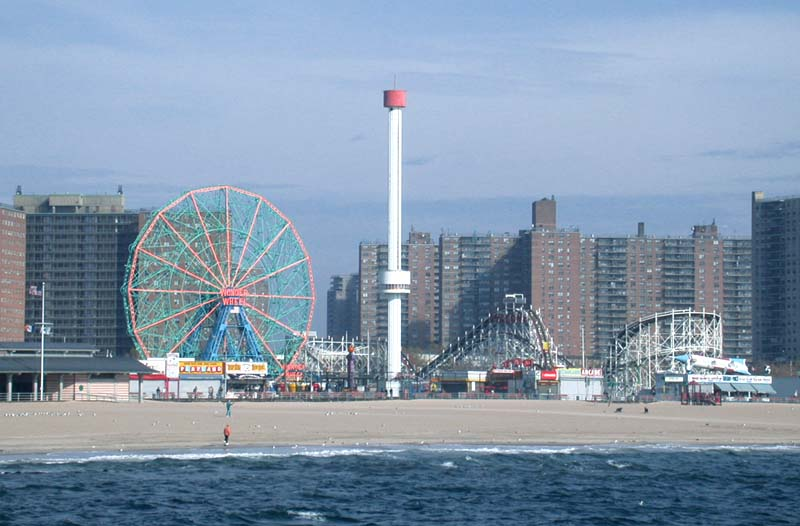
Strand von Coney Island mit dem Wunderrad und dem Astroland

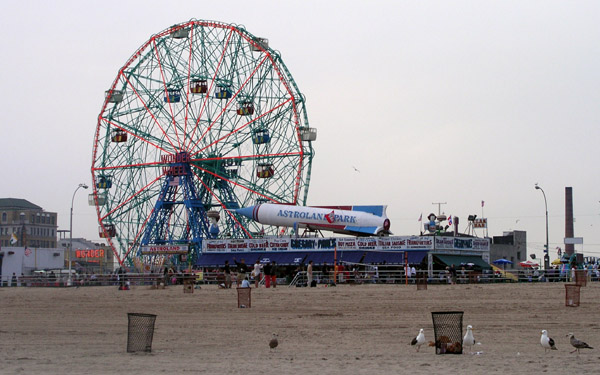
Die Mondrakete im Astroland

Astroland (bzw. seine Nachfolger) ist der erste von zwei der noch verbliebenen zusammenhängenden Vergnügungsparks auf Coney Island. Er befindet sich südlich der Surf Avenue direkt am Riegelmann Boardwalk zwischen der 10. Straße West und dem Jones Walk. Das Gelände hatte bis zur Zwangsversteigerung im Juni 1954 der Familie Feltman gehört. Die neuen Eigentümer, Dewey Albert und Herman Rapps, verpachteten das Restaurant, errichteten daneben eine Reihe von Fahrgeschäften und nannten das Ganze zunächst Wonderland („Wunderland“). 1962 wurde die Anlage in Astroland umbenannt, und es kamen unter dem Motto „Journey to the 21st Century“ („Reise ins 21. Jahrhundert“) die heute bekannten Hauptattraktionen hinzu: die Mondrakete Cape Canaveral Satellite Jet, die „Gondeln zum Merkur“ (Mercury Capsule Skyride) und zwei Jahre später der 84 Meter hohe Panoramaturm namens Astrotower, der „Astroturm“.
Obwohl in den 1960er Jahren auch hier mehr und mehr Besucher ausblieben, konnte sich Astroland behaupten, weil es einerseits mit neuen, andererseits mit einigen aufgekauften Attraktionen des Steeplechase Park aufzuwarten hatte. Der Brand im Jahre 1975, dem unter anderem das ehemalige Feltman’s zum Opfer fiel, schuf außerdem ungewollt Platz für neue, modernere Fahrgeschäfte, die nun direkt von der Surf Avenue aus zu sehen waren. So kam die bereits 1927 errichtete Achterbahn Cyclone („Zyklon“) hinzu, und mit einem Musik-Express, einem Break Dance und einem Enterprise kamen die ersten modernen Schnellkarussells hinzu. Insgesamt erinnert die Anlage mit Achterbahn, Top Spin, Kettenkarussell, Wasserbahn und diversen Kinderkarussells teilweise eher an ein Volksfest.
Ende 2006 wurde die Anlage von der Familie Albert an die Investorengruppe Thor verkauft. Den Plänen zufolge sollte Astroland zum Ende der Saison 2007 endgültig schließen und bis auf den Cyclone abgebaut werden. Allerdings war zumindest die Saison 2008 für das Astroland gesichert, am 16. März 2008 erfolgt die 2008er-Eröffnung des Astroland, der Fortbestand über 2008 hinaus war schon zu dieser Zeit allerdings mehr als ungewiss. Auf dem Gelände sollte eine neue Achterbahn mit 1200 Metern Länge, ein Spaßbad sowie ein Hotel und Wohnungen entstehen. Die Gesamtinvestitionen sollten sich auf 1,5 Milliarden US-Dollar belaufen. 2009 eröffnete der Park für eine Saison unter der Bezeichnung Dreamland, seit 2010 firmiert er als Lunapark.

#### Achterbahnen
| Name           | Typ                             | Hersteller     | Eröffnungsjahr |
| -------------- | ------------------------------- | -------------- | -------------- |
| Circus Coaster | Familienachterbahn              | Zamperla       | 2010           |
| Cyclone        | Holzachterbahn                  | Harry C. Baker | 1927           |
| Mini Mouse     | Familienachterbahn              | Zamperla       | 2021           |
| Soarin’ Eagle  | Flying Coaster                  | Zamperla       | 2011           |
| Steeplechase   | Launched Coaster                | Zamperla       | 2011           |
| Thunderbolt    | Stahlachterbahn mit Inversionen | Zamperla       | 2014           |
| Tickler        | Wilde Maus, Spinning Coaster    | Zamperla       | 2010           |
| Tony's Express | Familienachterbahn              | Zamperla       | 2022           |

##### Ehemalige Achterbahnen
| Name             | Typ                                                      | Hersteller   | Eröffnung | Schließung |
| ---------------- | -------------------------------------------------------- | ------------ | --------- | ---------- |
| Big Apple        | Familienachterbahn                                       | Pinfari      | 1977      | 2008       |
| Dragon Wagon     | Familienachterbahn                                       | Wisdom Rides | 2009      | 2009       |
| Giant Racer      | Holzachterbahn, Racing Roller Coaster, Hybrid-Achterbahn | unbekannt    | 1911      | 1926       |
| Unbekannter Name | Kinderachterbahn                                         | unbekannt    | unbekannt | unbekannt  |

### Deno’s Wonder Wheel Amusement Park (seit 1983)

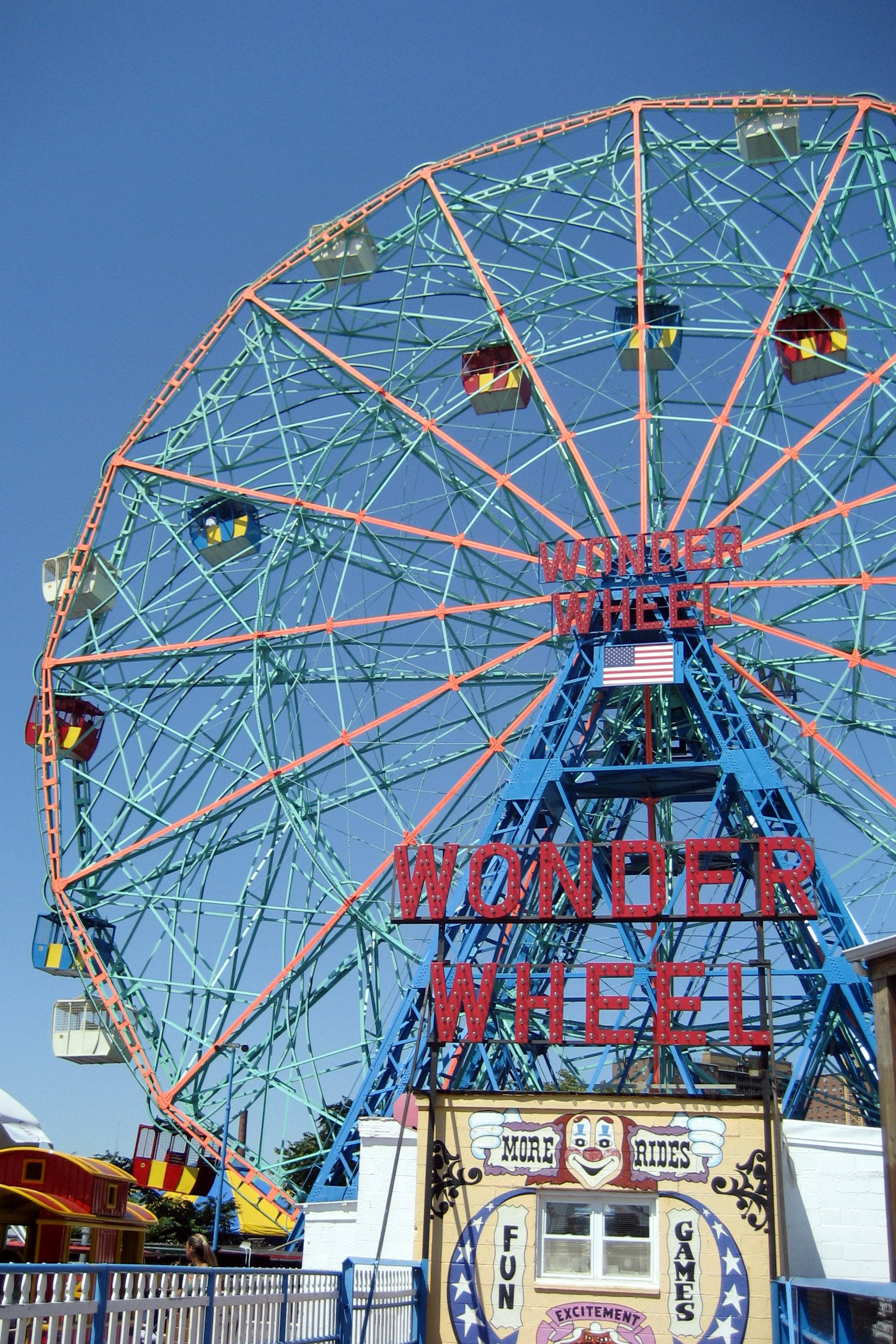
Deno’s Wonder Wheel

Direkt neben dem Astroland befindet sich der zweite Vergnügungspark, Deno’s Wonderwheel Amusement Park. Er ist nach dem Riesenrad Wonder Wheel („Wunderrad“) benannt, das 1920 nach den Entwürfen von Charles Herman von der Familie Garms errichtet wurde und neben dem Cyclone und dem Astrotower zu den weithin sichtbaren Attraktionen auf Coney Island zählt. Seit 1989 gehört es zu den offiziellen Wahrzeichen von New York City.
Das Wonder Wheel ist 150 Fuß (knapp 46 Meter) hoch und besitzt neben acht stationären Kabinen auf einem äußeren Ring mit 135 Fuß (41 Meter) Durchmesser noch einen dazu konzentrischen, kleineren inneren Ring. Zwischen diesen beiden Ringen sind weitere 16 Kabinen auf je einer Schiene beweglich angeordnet, so dass diese Kabinen, den Gesetzen der Schwerkraft folgend, im Laufe jeder Umdrehung des Rades abrupt zwischen den beiden Ringen hin- und herrutschen.
Die Wurzeln dieses Vergnügungsparks gehen jedoch noch auf ein anderes Fahrgeschäft zurück. Im Jahre 1955 errichteten die Garms noch – als eine von vielen – die Geisterbahn Spook-A-Rama („Spukorama“), die damals eine der längsten und modernsten ihrer Art war und heute noch in Betrieb ist. Die Geschäfte verliefen derart erfolgreich, dass im Laufe der Zeit etliche weitere Fahrgeschäfte hinzukamen.
Im Jahre 1983 wurden die Anlagen an die Familie Vouderis verkauft, die daraus den heutigen Vergnügungspark machte. Ihre Hauptattraktion benannten sie nach ihrem Familienoberhaupt Dennis. Die Anlage ähnelt sonst im Grunde dem Astroland; sie bietet heute Autoscooter, diverse Kinderkarussells und sogar einen Freifallturm, den Super Shot („Superschuss“).

### Sonstige Fahrgeschäfte
Die organisierten Vergnügungsparks beherbergten zusammen nur etwa ein Viertel der Fahrgeschäfte auf Coney Island, so dass daneben vor allem entlang der Surf Avenue und der Bowery Street eine Reihe einzeln betriebener Attraktionen aller Couleur existierten, die teilweise bis heute in Betrieb sind. Zu diesen so genannten „independent rides“ gehörten neben Karussells, Schießbuden, Imbissständen, Miniatureisenbahnen und Achterbahnen auch Bierzelte, Restaurants, Hotels, Theater, Tanzlokale und bis zum Bau des Riegelmann Boardwalk 1923 auch die Strandbäder. Die Kundenklientel bestand überwiegend aus „Laufkundschaft“; viele Fahrgeschäfte bestanden nur wenige Jahre lang. Entweder wurden sie durch größere ersetzt, oder der Schausteller konnte die Pacht nicht mehr bezahlen und musste aufgeben.
Heute existiert immer noch eine Reihe solcher Stände. Dies sind jedoch mehrheitlich Schießbuden, kleine Fahrgeschäfte und Imbissbuden, die dicht gedrängt um das Astroland und das Wonder Wheel herum stehen.

## Attraktionen
Die zu bestimmten Zeiten vorherrschende Art von Fahrgeschäften orientierte sich an gewissen Trends, die sich über die Jahre hinweg änderten. Dies ist auf den technischen Fortschritt, auf die gesellschaftliche Entwicklung und die finanziellen Möglichkeiten der jeweils vorherrschenden Kundenklientel zurückzuführen.

### Karussells

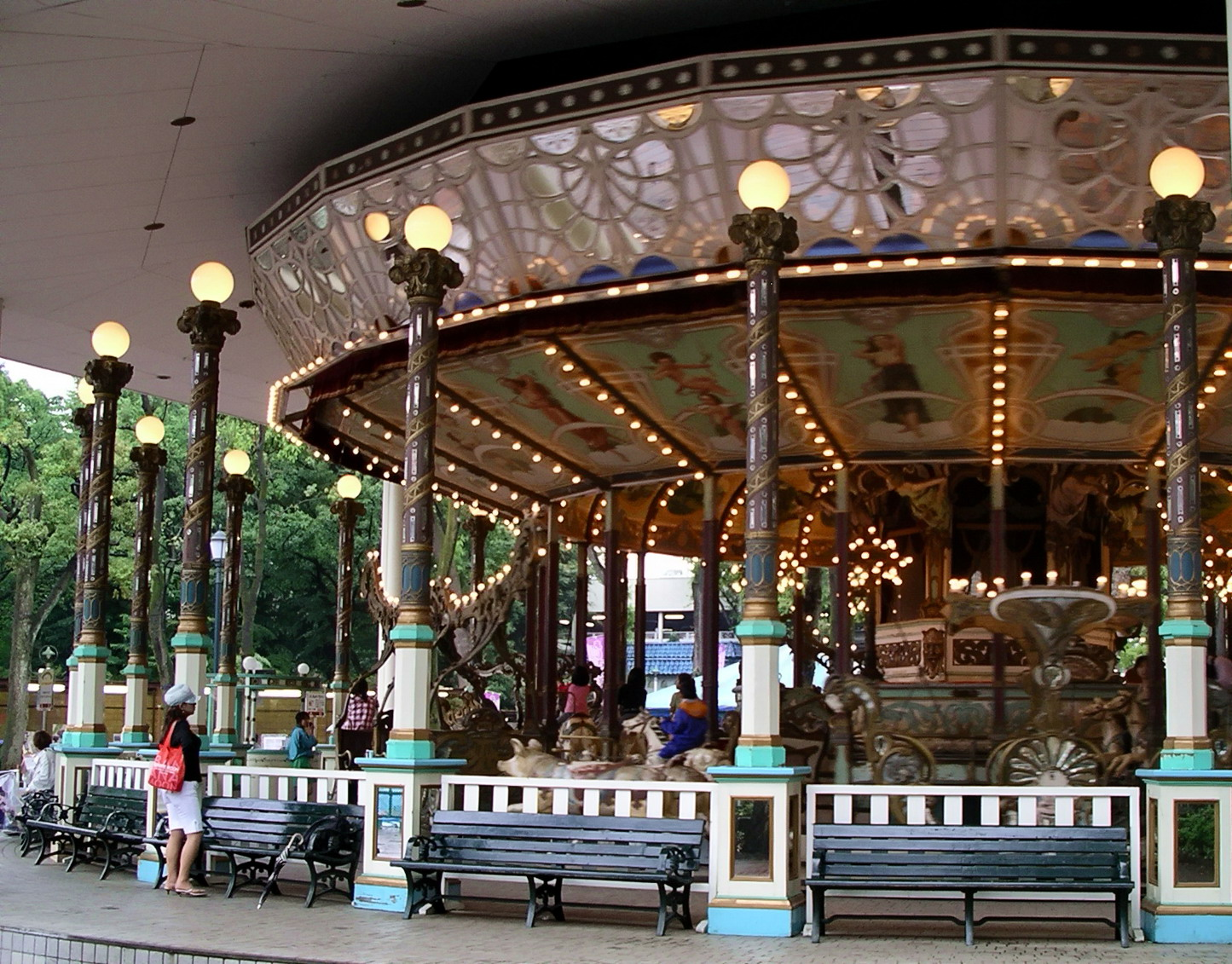
Das El Dorado von Hugo Haase (2006)

Sofern sie nicht den Pferdewetten zugeneigt waren, bevorzugten die Vertreter der „feineren“ Gesellschaft des späten 19. Jahrhunderts langsamere Karussells, deren erstes das 1875 von Charles I. D. Looff gebaute Balmer’s war. Bis zur Jahrhundertwende kamen weitere hinzu. Nach einer zweiten Hochphase zu Zeiten des „Nickel Empire“ wurden nach dem Zweiten Weltkrieg etliche Karussells im Laufe der Jahre in andere New Yorker Parks verbracht, wo sie bis heute in Betrieb sind. Heute gibt es auf Coney Island nur noch das B & B Merry-go-round aus dem Jahre 1932.
Das bekannteste war das dreischeibige Stufenkarussell El Dorado. Es wurde 1907 vom „Karussellkönig“ Hugo Haase in Leipzig gebaut, 1910 für 150.000 US$ nach Coney Island verkauft und stand dann im Pavilion of Fun des Steeplechase Park. Es überlebte dessen Ende und ging 1970 zur Weltausstellung nach Osaka. Heute steht es im Freizeitpark Toshima-en im Tokioter Bezirk Nerima. Es ist damit das älteste Karussell der Welt, das noch in Betrieb ist.

### Achterbahnen

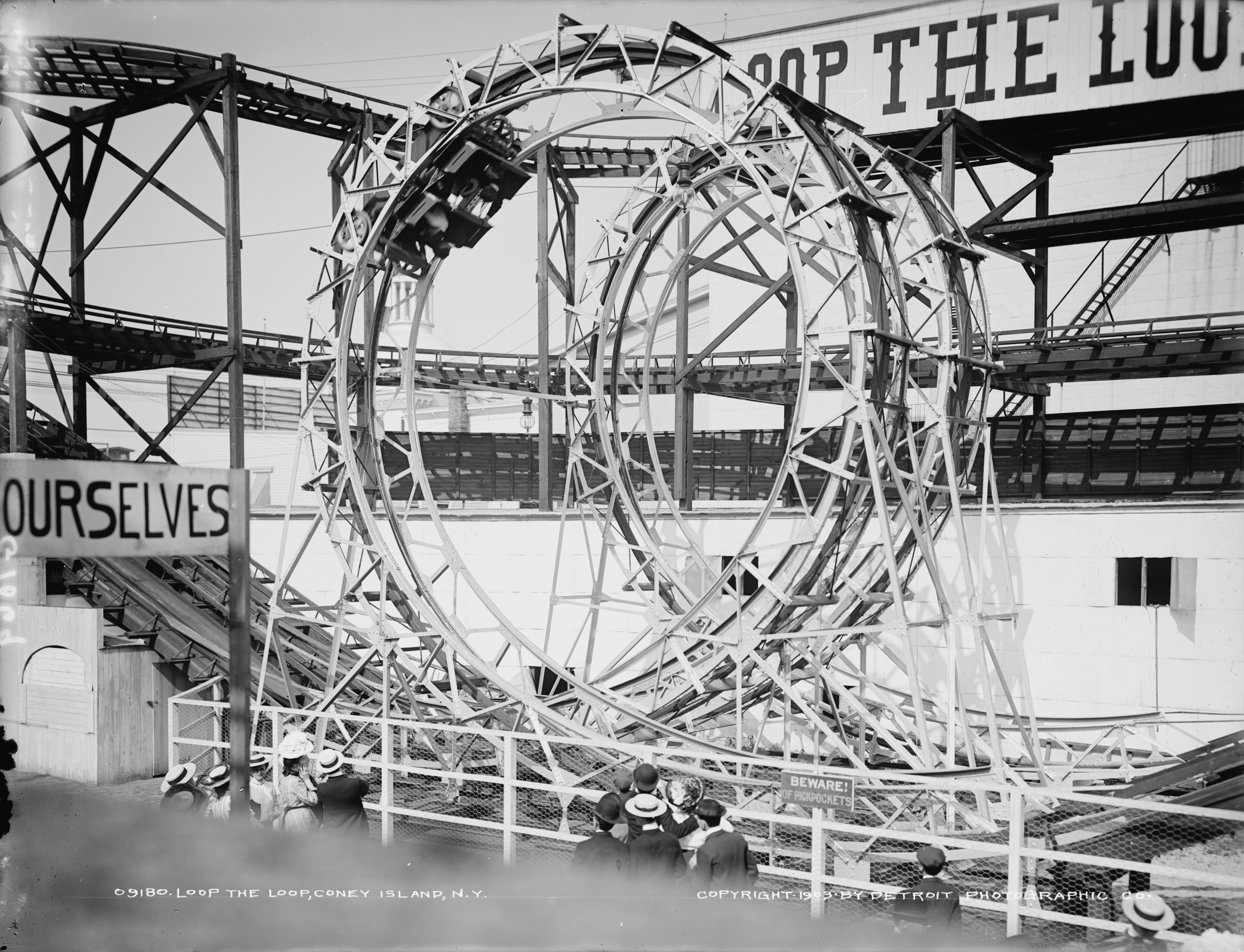
Loop-the-Loop

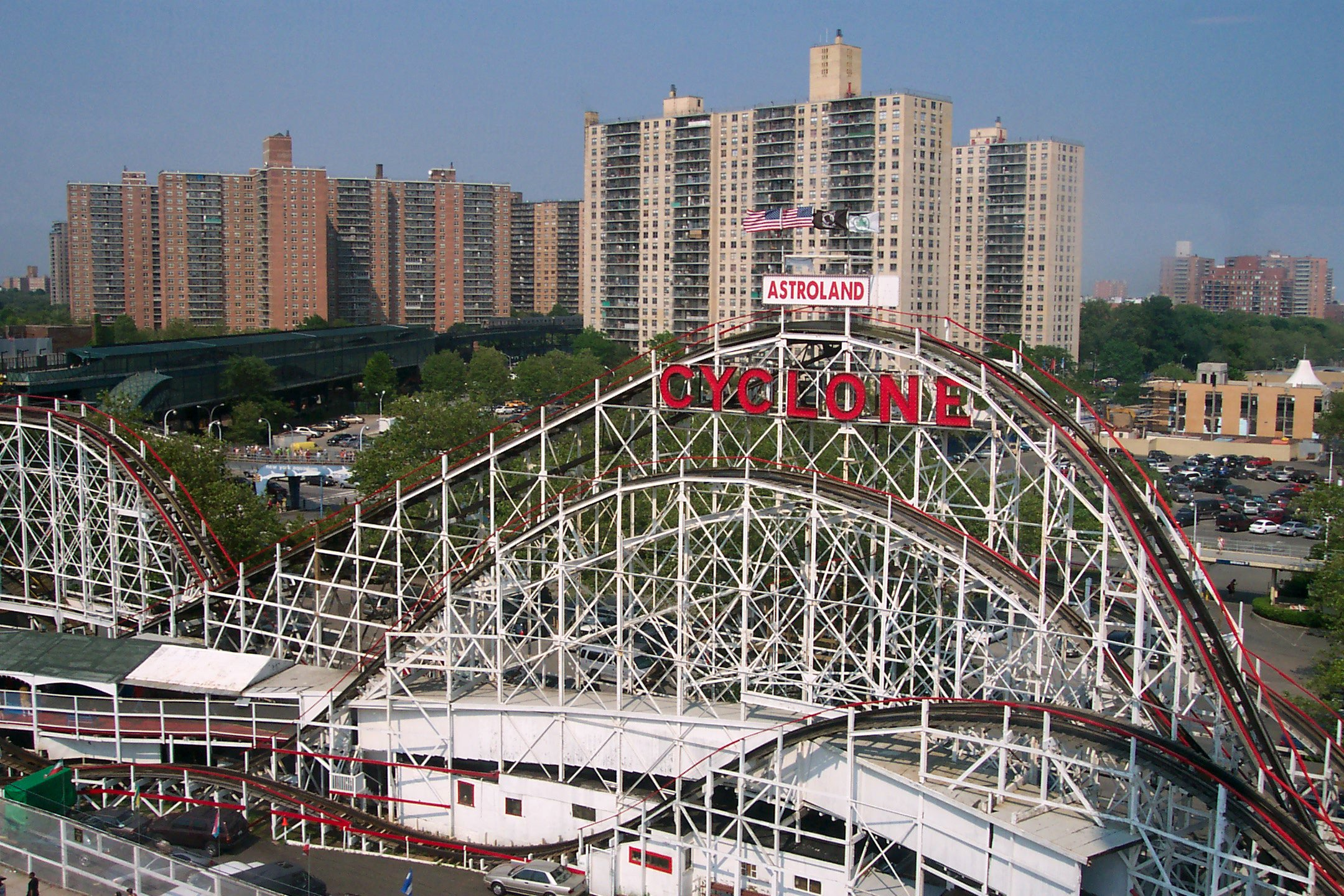
Der Cyclone

In späteren Jahren war bei den Besuchern mehr Nervenkitzel gefragt, was die Entwicklung der Achterbahnen nach sich zog. Marcus Thompson eröffnete am 13. Juni 1884 mit seiner berühmten Gravity Pleasure Switch Back Railway die erste derartige Konstruktion weltweit. Bis heute entstanden insgesamt etwa 50 solcher Anlagen unterschiedlicher Größe und Geschwindigkeit, die meist nach wenigen Jahren wieder verschwanden. Dabei gab es im Laufe der Zeit zahlreiche Verbesserungen hinsichtlich der Fahrelemente und Sicherheitsausstattung, sodass bereits in den 1920er Jahren der Bau technisch anspruchsvoller Anlagen möglich war. So entstanden unter anderem die „berühmten Drei“, der Thunderbolt („Donnerblitz“, 1925–1982), der Bobs (später: Tornado, 1926–1977) und der Cyclone (1927–heute), die sich vor allem durch Größe und konstruktive Raffinessen auszeichneten. Der 1925 von John Miller entworfene Thunderbolt besaß etwa eine Steigung mit „Absatz“ und der Cyclone ein Gefälle von 59 Grad, während der Tornado (Bobs) wegen seiner beengten Platzverhältnisse viele Steilkurven aufwies.

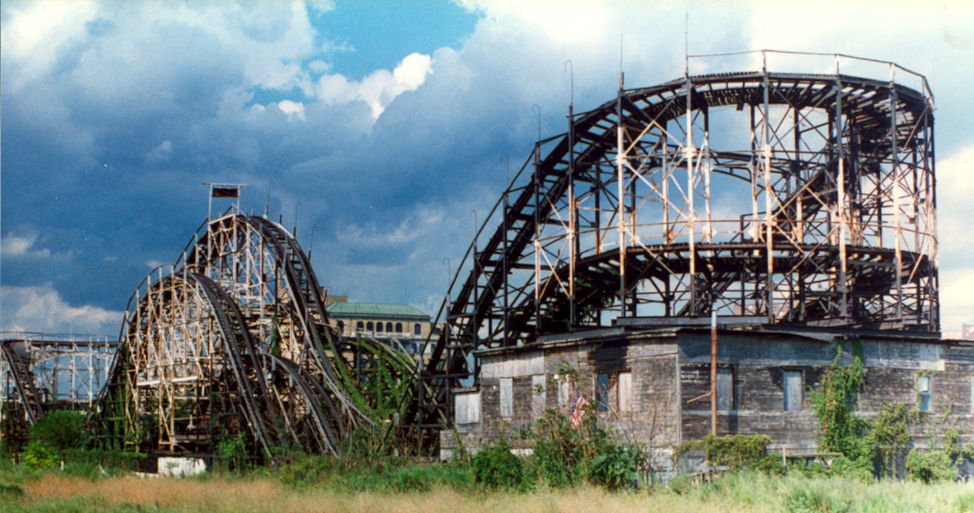
Die alte Thunderbolt Achterbahn

Nachdem der Tornado (Bobs) 1977 durch ein Feuer schwer beschädigt worden war, wurde er im Jahr darauf abgebrochen. Die Betreiber des Thunderbolt gaben 1982 auf. Versuche zur Wiederinbetriebnahme scheiterten, sodass die Anlage jahrelang dem Verfall preisgegeben war. Am 17. November 2000 folgte auch hier der Abriss. Der Cyclone entkam diesem nur knapp, nachdem er bereits 1965 stillgelegt worden war. Dennoch konnte er 1975 erfolgreich an das Astroland vermietet werden, wo er bis heute in Betrieb ist. Er steht seit Juli 1991 unter Denkmalschutz.

### Das Automobil
In den ersten beiden Jahrzehnten des 20. Jahrhunderts erregte das Automobil die Aufmerksamkeit der Entwickler; sie wollten dieses „Reiche-Leute-Spielzeug“ dem Normalbürger zugänglich machen. Eine der ersten Fahrgeschäfte dieser Art war 1906 Neville’s Automobile Railroad („Nevilles Auto-Bahn“), auf der die einzelnen Wagen noch ähnlich dem mechanischen Pferderennen von einer Schiene geführt wurden. Die Entwicklung ging aber schon bald hin zu frei beweglichen Fahrzeugen. Beim Gadabout und beim Dodge’em hingen sie seit 1919 an einer netzartigen Oberleitung, wie es heute vom Autoscooter her bekannt ist. Andere wurden mit Batterien und später mit Verbrennungsmotoren bestückt, was um 1930 zur Entwicklung der Go-Kart-Bahn führte. Auf Coney Island existieren beide Varianten heute noch, sie stellen jedoch keine Besonderheit mehr dar.

### Kuriositäten

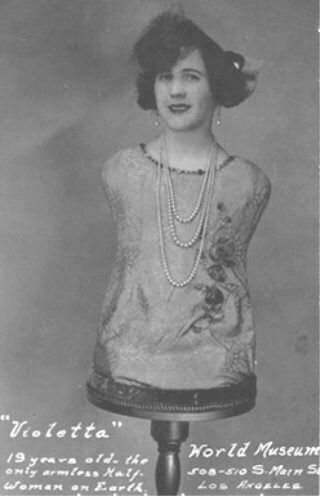
Violetta

Nicht nur viele der aus heutiger Sicht konventionellen Fahrgeschäfte wurden auf Coney Island erfunden oder erstmals gezeigt; einige der Attraktionen erlebten ihren Durchbruch außerhalb jedes Vergnügungsparks und gehören heute zu ganz alltäglichen Gegenständen. Dazu zählen neben Dr. Courneys Säuglingsinkubatoren im Lunapark beispielsweise eine Zapfanlage in Gestalt einer „Kuh, der nie die Milch ausgeht“ oder die erste Rolltreppe, die Jesse W. Reno 1895 am Eisernen Pier installierte. Der inclined elevator („schräger Aufzug“), wie er ihn nannte, bestand aus einem Förderband in einem Anstellwinkel von 25 Grad mit darauf montierten Holzplatten und einem damals noch starren Handlauf. Er überwand einen Höhenunterschied von etwa 2,10 Metern.
Zu den Kuriositäten der damaligen Zeit gehörten auch exotische Tiere wie Löwen, Kamele oder Elefanten, wie sie heutzutage im Tierpark zu sehen sind. Aber auch deformierte Menschen wurden zur Schau gestellt. Im „Kongress der großartigsten lebenden Kuriositäten“ im Dreamland waren etwa riesen- und zwergwüchsige Menschen und die „fürchterlich fette“ Lady Trixy mit angeblichen 311 Kilo Körpergewicht zu sehen. Berühmt wurde auch die Halbdame Violetta alias Aloisia Wagner. Sie war ohne Gliedmaßen zur Welt gekommen, konnte sich aber alleine anziehen und ihre Haare zurechtmachen.
Verrückte technische Neuerungen und Kuriositäten gibt es heutzutage zwar immer noch. Sie werden aber im Gegensatz zur Zeit des Nickel Empire vor allem im Fernsehen gezeigt. Shows wie das Erdbeben von San Francisco deckt heute das Hollywood-Kino mit seinen Actionfilmen ab.

## Bauwerke
Neben den Hochhäusern und den noch verbliebenen Vergnügungsstätten existiert noch eine Reihe erwähnenswerter Bauten auf Coney Island:

### New York Aquarium
Der am 6. Juni 1957 eröffnete Neubau des New York Aquarium, der sich zwischen Surf Avenue und dem Riegelmann Boardwalk in Höhe der 8. Straße West befindet, beherbergt auf 5,5 Hektar Fläche über 8000 Exemplare von 350 verschiedenen Meerestierarten. Es ist auch das Zuhause des bekannten schwulen Pinguinpaares Roy und Silo. Das angeschlossene Meeresforschungszentrum Osborn Laboratories of Marine Sciences (OLMS) beschäftigt sich unter anderem mit Delfinen, Haien und Korallen.

### KeySpan Park

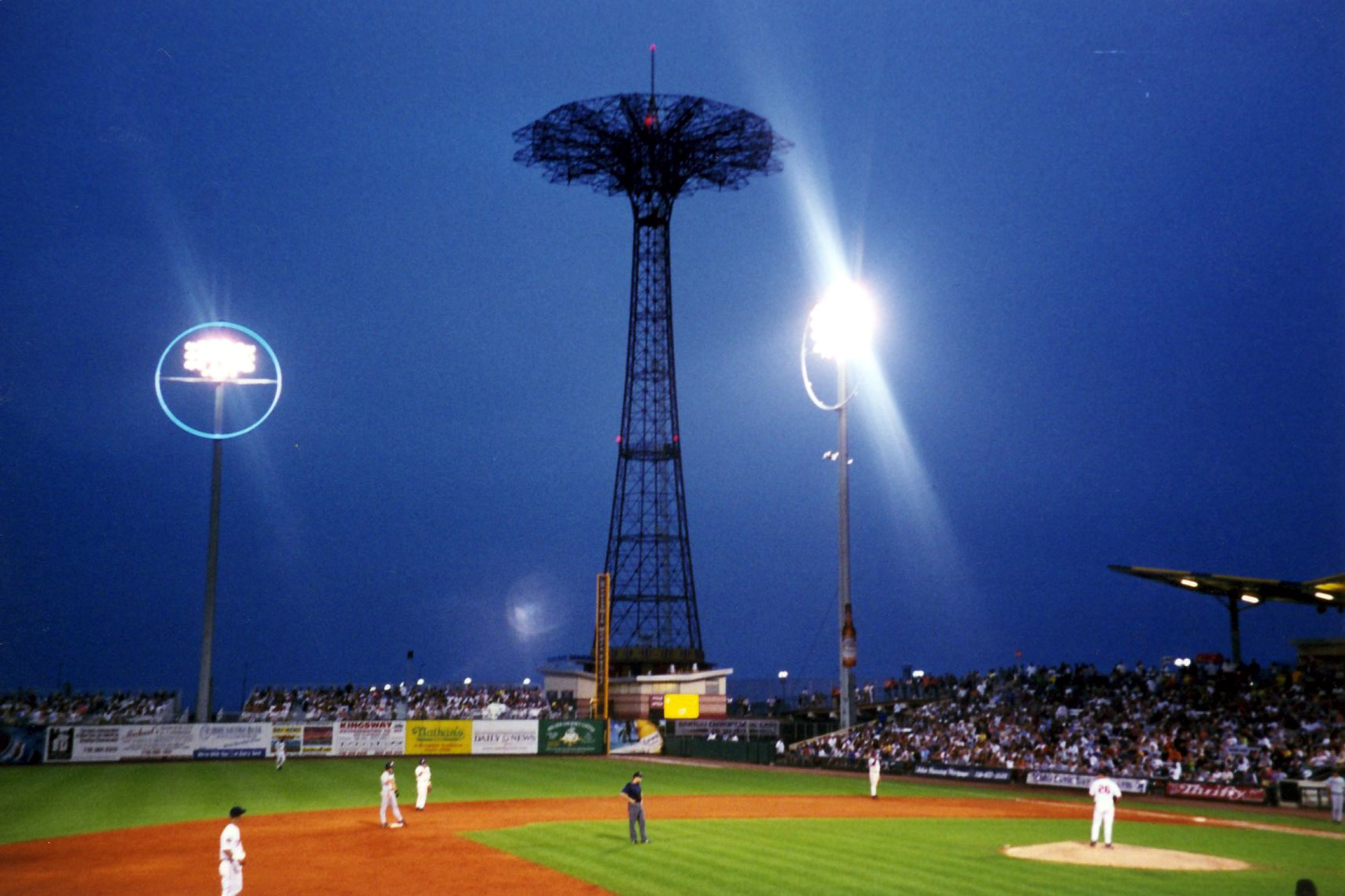
Der KeySpan Park

In diesem 2001 an Stelle des Steeplechase Park eröffneten Baseballstadion KeySpan Park tragen die Brooklyn Cyclones aus der New York-Penn League („New-York-und-Pennsylvania-Liga“) ihre Heimspiele aus. Es bietet Platz für 7500 Zuschauer. Die Namensrechte hält der regionale Energieversorger KeySpan Energy. Gelegentlich wird die Anlage auch für Rockkonzerte genutzt.

### Parachute Jump

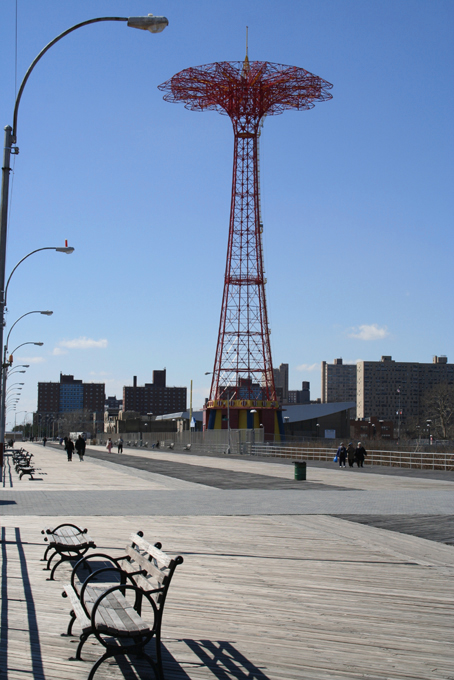
Der Parachute Jump

Der Parachute Jump (dt. Fallschirmabsprung) ist ein 80 Meter hoher und 150 Tonnen schwerer, rot lackierter, stählerner Fallschirmsprungturm, der sich am Riegelmann Boardwalk neben dem KeySpan Park befindet. Er wird wegen seiner Stahlskelettbauweise auch „Eiffelturm von Brooklyn“ genannt. Seine Konstruktion leitet sich von russischen Übungstürmen für Fallschirmjägertruppen aus den 1920er Jahren ab. Er stand ursprünglich auf der New Yorker Weltausstellung 1939 im Flushing Meadows Park und wurde anschließend von den Betreibern des Steeplechase Park hierher gebracht, wo er bis 1968 als Fahrgeschäft in Betrieb war. Seit Juli 1977 ist der Turm eines der offiziellen Wahrzeichen New Yorks und steht überdies seit 1989 unter Denkmalschutz. Im Jahre 2002 begann eine umfangreiche Sanierung, bei der das von Rost angegriffene Stahlgerüst teilweise demontiert und ersetzt wurde. Seit Juli 2006 kann er nachts durch eine Lichtinstallation von Leni Schwendinger in mehreren Variationen beleuchtet werden.

### U-BahnhofConey Island Stillwell Avenue

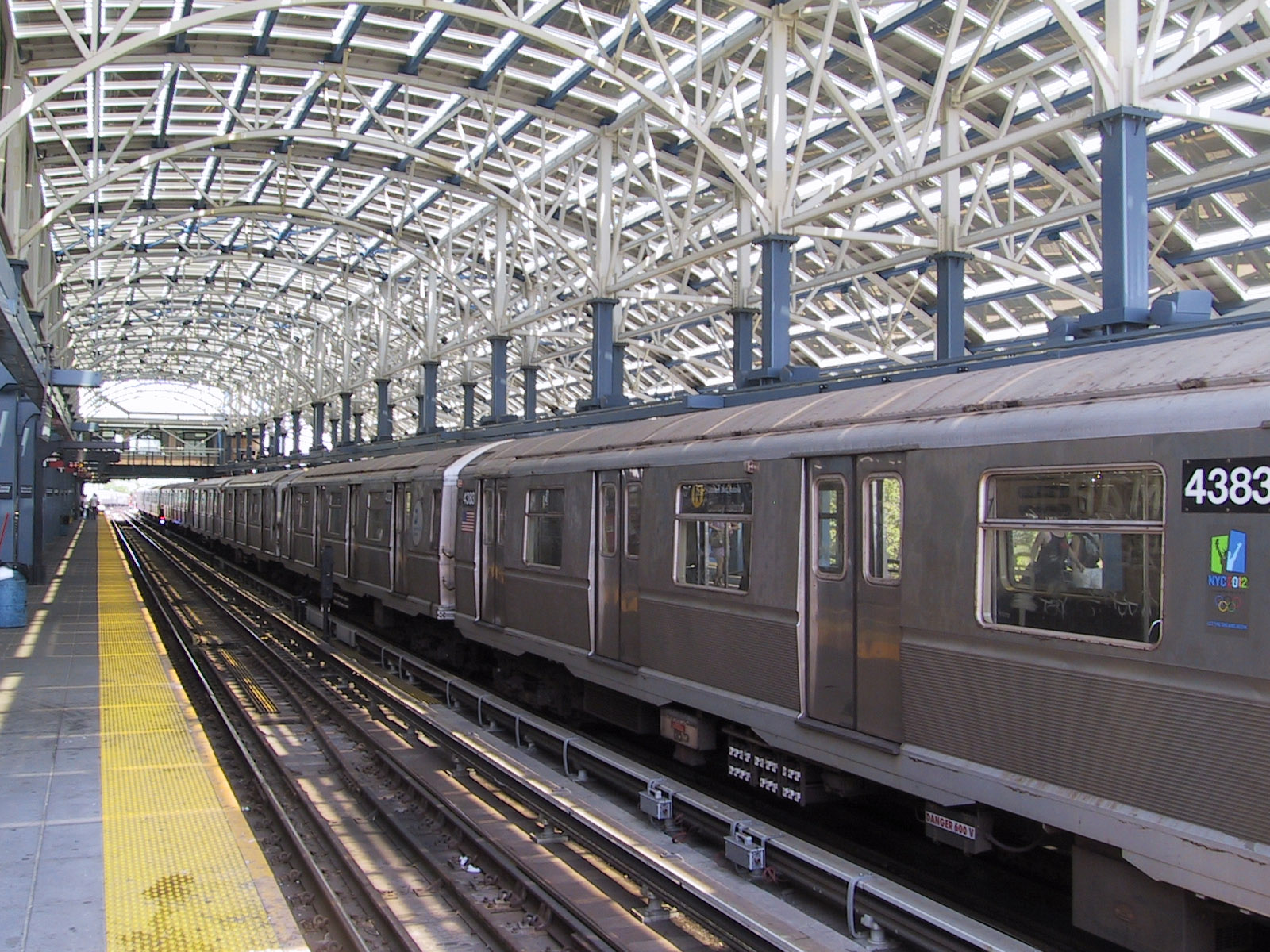
U-Bahnhof Coney Island Stillwell Avenue

Die 1919 eröffnete oberirdische Station Coney Island Stillwell Avenue befindet sich Ecke Stillwell Avenue und Surf Avenue und gilt mit ihren acht Bahnsteiggleisen für vier Linien als flächenmäßig größter U-Bahnhof der Welt. Seine großzügige Konzeption geht auf die Zeit des „Nickel Empire“ zurück. In den Jahren 2001 bis 2005 wurde die zunehmend verfallende Anlage vollständig neu gebaut und erhielt dabei ein dreiteiliges Bogendach, auf dem eine Photovoltaikanlage mit 2800 Spiegeln und einer Gesamtfläche von über 5200 Quadratmetern mit insgesamt 210 kWp Leistung montiert ist. Dies ist nach Herstellerangaben „die weltweit größte gebäudeintegrierte PV-Solarstromanlage mit Dünnschichtmodulen“. Im Zwischengeschoss zeigt das Kunstwerk „My Coney Island Baby“ von Robert Wilson einige stilisierte Motive aus Coney Island.

### Nathan’s Famous

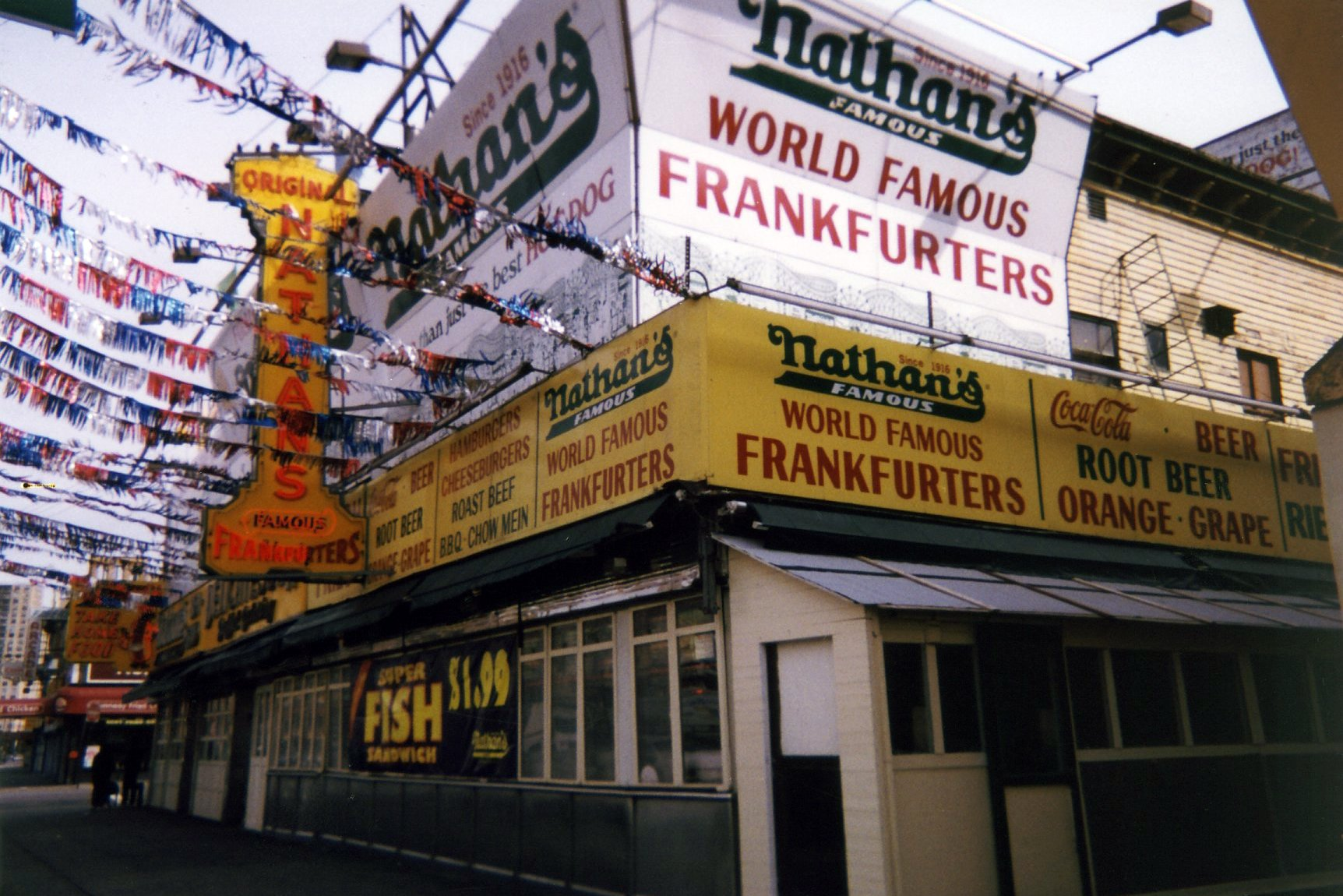
Nathan’s Famous auf Coney Island

In der Nähe der Ecke Surf Avenue und Stillwell Avenue steht noch das Original-Schnellrestaurant der Nathan’s-Kette, das der Firmengründer, Nathan Handwerker, im Jahre 1916 an jener Stelle eröffnet hatte. Seitdem findet in diesem Lokal jedes Jahr am 4. Juli der „Hot Dog Eating Contest“ („Hot-Dog-Esswettbewerb“) statt, bei dem es darum geht, innerhalb von zwölf Minuten so viele Hotdogs wie möglich zu essen.

### U-Bahn-Betriebshof Coney Island
Gleich nördlich der Stadtautobahn befindet sich der Coney Island Complex, die Hauptwerkstätte der New Yorker U-Bahn. Sie wurde 1926 von der Brooklyn-Manhattan Transit Corporation (BMT) angelegt. Das über 30 Hektar große Gelände liegt südlich der Avenue X zwischen der McDonald Avenue und der Stillwell Avenue. Neben den Hallen für Wartung und Instandsetzung befinden sich dort insgesamt ein Abstellbahnhof mit 63 Gleisen, eine Zugwaschanlage und der zentrale Schrottplatz. Die Anlage ist auf dem Satellitenbild deutlich als graubrauner Fleck zu erkennen. Etwa 2010 wurde die U-Bahn-Waschanlage (Auftraggeber: New York Power Authority) mit einer 164 m² großen Solaranlage des deutschen Unternehmens Ritter ausgestattet.

### Coney Island Light
Der Leuchtturm Coney Island Light wurde im Jahr 1890 erbaut und steht am westlichen Ende der Insel am Nortons Point, in einem Wohngebiet von Sea Gate an der Lower New York Bay. Er markiert die Untiefe Gravesend Bay und den Eingang in die Upper New York Bay.

## Unterhaltung und Vermarktung

### Basketball
Coney Island ist ein Zentrum des New Yorker Streetball und daher als Herkunftsort einiger Spitzenspieler bekannt. Einige wenige Streetballer schafften den Sprung in die nordamerikanischen Basketball-Liga NBA, die bekanntesten von ihnen sind Stephon Marbury von den New York Knicks und sein Cousin Sebastian Telfair von den Minnesota Timberwolves. Beide waren schon während ihrer Zeit an der Abraham Lincoln High School Legenden des Coney Island Streetball. Über Telfairs letztes Highschooljahr drehte der Sportsender ESPN den Dokumentarfilm Through the Fire („Durch’s Feuer“). Der Film Spiel des Lebens von Spike Lee aus dem Jahr 1998 behandelt eine ähnliche Karriere an der Lincoln High School, die allerdings frei erfunden ist.

### Film und Fernsehen
Coney Island erlangte große Bekanntheit auch in der Welt des Films:
- Im Film „Coney Island“ (1917) mit Roscoe Arbuckle und Buster Keaton kann man viele Eindrücke des damaligen Luna Parks sammeln.
- In Alfred Hitchcocks Komödie Mr. und Mrs. Smith (1941) bleiben Carole Lombard und Gene Raymond bei einem gemeinsamen Sprung vom Parachute Jump wegen eines technischen Defektes stecken.
- Douglas Sirks Melodram Solange es Menschen gibt (1959) beginnt auf Coney Island damit, dass eine verzweifelte Mutter (Lana Turner) nach ihrer im Gewühl verloren gegangenen Tochter sucht.
- Die vielleicht berühmtesten Einwohner von Coney Island stammen aus dem Kultfilm Die Warriors von Walter Hill aus dem Jahr 1979, der von einer Straßengang mit diesem Namen handelt.
- Die Hauptfigur Alvy Singer in Woody Allens Film Der Stadtneurotiker von 1977 wächst unter einer Achterbahn in Coney Island auf. Auch in Radio Days von 1987 gibt es einige nostalgische Coney-Island-Szenen.
- Im deutschen Thriller Fleisch (1979) irrt die Hauptfigur (Jutta Speidel) auf der Flucht vor Organhändlern durch die verlassenen Vergnügungsparks von Coney Island.
- Der Psychothriller Angel Heart (1987) spielt teilweise auf Coney Island.
- Ebenfalls auf Coney Island spielt der Film Requiem for a Dream von Darren Aronofsky aus dem Jahr 2000, der den sozialen Niedergang von Drogensüchtigen in den Mittelpunkt stellt.
- In Steven Spielbergs Film A. I. – Künstliche Intelligenz von 2001 begibt sich der Roboterjunge David zu den überfluteten Ruinen von Coney Island, wo er die gesuchte Blaue Fee in Gestalt einer Holzfigur in einem Themenpark findet.
- 2002 erschien der Film Ein Chef zum Verlieben (Two Weeks Notice), in dem sich die Rechtsanwältin Lucy Kelson (Sandra Bullock) für den Erhalt des Gemeindezentrums am „Riegelmann Boardwalk“ auf Coney Island einsetzt.
- In dem im Jahr 2003 erschienenen Film The Core – Der innere Kern wird die für eine Superwaffe benötigte Energie nach Coney Island umgeleitet.
- Andrew Niccols 2005 veröffentlichte Politiksatire Lord of War – Händler des Todes spielt in Klein Odessa am Strand von Coney Island der 1980er Jahre.
- Das Drama Last Days of Coney Island von Ralph Bakshi erzählt die Geschichte von einem New Yorker Polizisten, der sich in eine Prostituierte verliebt, und behandelt dabei die Schäbigkeit eines heruntergekommenen Amüsierbetriebs. Der Streifen sollte 2008 anlaufen, die Filmproduktion wurde jedoch gestoppt.
- Im Jahr 2012 reiste Will Smith im Film Men in Black 3 auf einer Zeitreise in die Vergangenheit in das Jahr 1969 und geht nach Coney Island, um Boris die Bestie aufzuhalten.
- In der ersten Staffel der Fernsehserie Mr. Robot liegt das Hauptquartier der Hackergruppe fsociety zwischen den Vergnügungsparks auf Coney Island.
- Das Filmdrama Wonder Wheel  von Woody Allen, das im Oktober 2017 als Abschlussfilm des New York Film Festivals seine Premiere feierte und am 1. Dezember 2017 in ausgewählte US-amerikanische Kinos kam, spielt am Strand von Coney Island in den 1950er Jahren, rund um den Steeplechase Park.
- In Spider-Man: Homecoming (2017) findet der Endkampf des Titelhelden gegen „The Vulture“ am Strand von Coney Island statt, wobei der Parachute Jump des Vergnügungsparks zuvor zerstört wird.

### Musik
Coney Island wird in folgenden Titeln und Musikstücken erwähnt:
- Ein Album von Lou Reed aus dem Jahre 1976 heißt Coney Island Baby. Den gleichen Titel verwendete Tom Waits 2002 für ein Lied in seinem Album Blood Money. Das Photo Album von Death Cab for Cutie von 2001 beinhaltet ein Musikstück namens Coney Island, ebenso wie Taylor Swifts Album Evermore aus 2020. Aerosmith brachten mit ihrem 1979er Album Night in the Ruts den Titel Bone to Bone (Coney Island White Fish Boy). Coney Island Whitefish ist außerdem ein Musikstück von Joan Jett. Aus dem Album Another View der Gruppe Velvet Underground von 1984/85 stammt darüber hinaus der Titel Coney Island Steeplechase.
- Die Band The Drifters widmeten dem sog. Boardwalk von Coney Island im Jahre 1964 ein eigenes Stück: Under the Boardwalk beschreibt einen Sommertag auf Coney Island mit Schilderung der seinerzeitigen Vergnügungen. Das Stück gehört zu den oft gecoverten Songs der Popmusik, u. a. von den Rolling Stones.
- Erwähnung findet Coney Island weiterhin in dem Lied Sleep im Album Lift Yr. Skinny Fists Like Antennas to Heaven! von Godspeed You! Black Emperor aus dem Jahr 2000, in dem sich ein alter Mann an die vergangenen Zeiten erinnert. Das Musikstück Red Dragon Tattoo von Fountains of Wayne aus dem 1999er-Album Utopia Parkway handelt von einem Jungen, der sich auf Coney Island tätowieren lässt, um damit ein Mädchen zu beeindrucken.
- Die Indie-Rockband Franz Ferdinand erwähnt den „Coney Island Rollercoaster“ in dem Lied Eleanor Put Your Boots Back On aus ihrem zweiten Album You Could Have It So Much Better aus dem Jahre 2005.
- Hans Neleman nahm für die deutsche Punkrock-Band Die Toten Hosen das Video zu dem Lied Wünsch DIR was vom Album Kauf MICH! im Freizeitpark auf Coney Island auf.
- David Bowie besang auf dem Album Heathen von 2002 Coney Island im Song Slip Away: Sailing over Coney Island, twinkle, twinkle Uncle Floyd …
- Die Metal-Band Type O Negative erwähnte in ihren Songs „(We Were) Electrocute“ und „Stay Out of My Dreams“ ebenfalls Coney Island. „(…) Your cold eyes of Coney Island sand, Hair dyed the blood of a foolish man (…)“, „(…) A coney island high – when i get inside, All i ask is please stay out of my dreams(…)“ Ebenfalls zeigte das Cover ihrer Compilation „The Least Worst Of“ ein Foto vom Parachute Jump.
- Lana del Rey nimmt unter anderem in der Anfangszeile ihres Songs Mermaid Motel Bezug: „Maybe we could go to Coney Island. Maybe I could sing the national Anthem“. Weiterhin bezeichnet sie sich selbst in „Off to the Races“ als „Queen of Coney Island“.
- Andrew Lloyd Webbers Musical Love never dies ist die Fortsetzung von Phantom der Oper und spielt ebenfalls auf Coney Island. In der Geschichte besitzt das Phantom den Freizeitpark „Phantasma“. In diesem Park werden auch diverse „Zirkusfreaks“ gezeigt.
- Die Jazzformation The Lounge Lizards (John Lurie) hat 1981 im gleichnamigen Album The Lounge Lizards den Titel I remember Coney Island aufgenommen.
- Der Songtitel Coney Island auf Van Morrisons Album Avalon Sunset von 1989 hingegen bezieht sich auf eine gleichnamige Halbinsel im nordirischen County Down.

### Bücher und Comics
Coney Island ist auch Schauplatz einiger Kriminalromane geworden, so etwa im Jerry-Cotton-Band Nummer 658 Die Bestie von Coney Island oder auch in Mord auf Coney Island von Victoria Thompson. 1979 entdeckte Rem Koolhaas in seinem Buch Delirious New York den vormals oft geschmähten Ort für die offizielle Architekturkritik und schrieb damit ein erstes Manifest der aufkommenden Postmoderne.
Winsor McCay soll sich zu den Traumwelten in Little Nemo, dem Schlummerland, von Coney Island inspiriert haben lassen.
Der Kampf zwischen Batman und Joker im dritten Teil des Comic-Romans Batman – Die Rückkehr des Dunklen Ritters spielt sich im Tunnel der Liebe ab.
Der Berliner Reinhard Kleist widmete sich dem Abriss der Vergnügungsparks auf Coney Island im Comic Steeplechase (2001). 2007 veröffentlichte er den Comicband The Secrets Of Coney Island mit drei Kurzgeschichten.

### Fotografie
Unzählige Fotografen besuchten Coney Island und veröffentlichten Bilder der Halbinsel, darunter Henri Cartier-Bresson, Raymond Depardon, Elliott Erwitt, Jean Gaumy, Thomas Hoepker, Constantine Manos, Martin Parr, Ferdinando Scianna, Alex Webb und Weegee.
Bruce Gilden schuf ein umfangreiches fotografisches Porträt der Strände und Vergnügungsparks von Coney Island, das im gleichnamigen Fotoband veröffentlicht wurde.
Etliche Fotografien im Band Brooklyn Gang von Bruce Davidson entstanden auf Coney Island.

### Werbeartikel

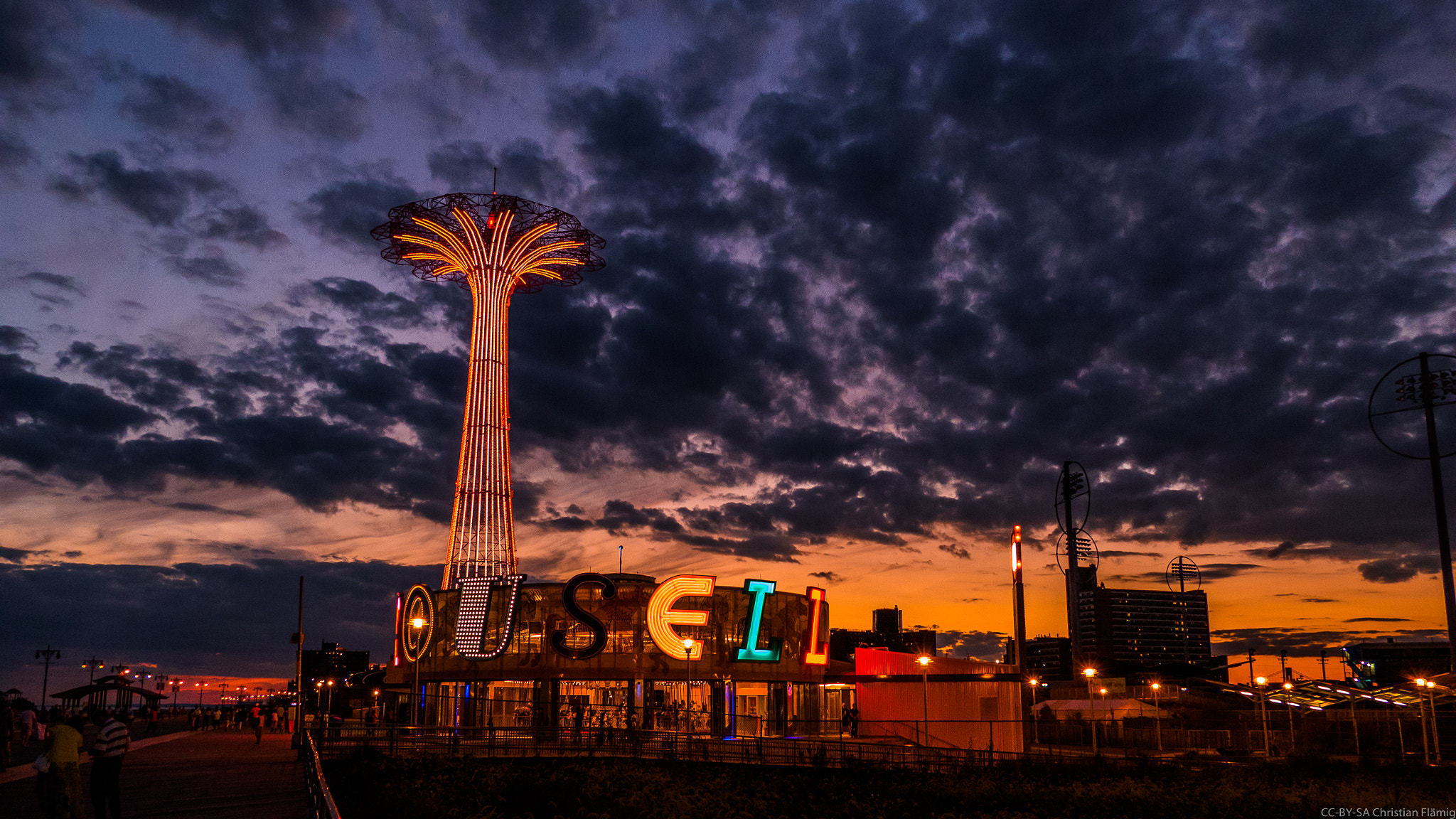
Parachute Jump am Riegelmann Boardwalk in der Abenddämmerung

Neben den üblichen Geschenkartikeln wie bedruckten T-Shirts, Tassen, Postern, Mauspads, Kühlschrankmagneten und Postkarten werden auch Lichtschalterblenden, Wandfliesen, Armbanduhren und Tischuhren verkauft. Als Motive dienen meist der Parachute Jump, der Riegelmann Boardwalk in der Abenddämmerung, die Coney Island Freak Show, der Steeplechase Jack oder die Cyclone-Achterbahn.

### Sonstiges
Der Name Coney Island hat auch in Artikeln abseits der Werbeindustrie Einzug gehalten. Von OPI gibt es beispielsweise einen Nagellack im Farbton Coney Island Cotton Candy zu kaufen, und mit dem Coney Island Mustard der Firma Beaver Brand existiert eine Senfsorte mit dem Namen der Insel. Beide Produkte haben mit Coney Island nur den Namen gemein.
Der Tunnel der Liebe aus dem Steeplechase Park findet sich als Kitsch im Adventure-Spiel Sam & Max Hit the Road von LucasArts aus dem Jahr 1993 wieder.
In den Videospielen Grand Theft Auto IV und Marvel’s Spider-Man 2 können fiktive Nachbildungen von Coney Island (in GTA IV „Firefly Island“ genannt) mit den Vergnügungsparks und dem Boardwalk am Strand besucht werden.
Viele erfolgreiche Unternehmer aus Coney Island waren fachfremd. George C. Tilyou war Immobilienmakler, Paul Boyton Kapitän, und ein Elektriker und ein Zahnarzt bauten die berühmtesten Achterbahnen. George C. Tilyou war ein fleißiger Kirchgänger. In Anbetracht seiner neuartigen wetterfesten Halle, dem Pavilion of Fun, lästerten seine Konkurrenten, er würde dort nur hingehen, um für Regenwetter zu beten. Nathan Handwerker führte jedoch zuvor ein gut gehendes Lokal in Manhattan. Er ging, wie er sagte, aus purer Langeweile nach Coney Island. Er heuerte zuerst bei seinem späteren Konkurrenten Feltman’s an. Er warb bei der Eröffnung seiner Würstchenbude außerdem einige Statisten an, um rege Betriebsamkeit in seinem Lokal vorzutäuschen.
Der älteste Eisschwimmverein der Vereinigten Staaten, der Coney Island Polar Bear Club, wurde hier 1903 gegründet.
Coney Island war Namensgeber für den 1991 gegründeten Leipziger Jugendclub Conne Island.

## Zitat
“If Paris is France, then Coney Island, between June and September, is the World.”

„Wenn Paris Frankreich ist, dann ist Coney Island von Juni bis September die ganze Welt.“

### Offizielle Websites
- Coney Island Beach & Boardwalk, New York City Department of Parks and Recreation (englisch)
- MTA-Website – Website der Metropolitan Transportation Authority (englisch)
- The Coney Island History Project (englisch)
- American Experience | Coney Island – Dokumentation über Coney Island im Programm American Experience vom Public Broadcasting Service (englisch)
- New Netherland Project/Institute – Das von der New York State Library und der New Yorker Holland Society finanzierte Projekt widmet sich seit 1974 der Veröffentlichung von Quellen zur Geschichte Nieuw Nederlands (englisch)

### Inoffizielle Seiten
- coneyislandusa.com, eine Bürgerinitiative (englisch)
- The Coney Island Pages zur Geschichte von Coney Island (englisch) (Memento vom 7. April 2010 im Internet Archive)
- Early Rapid Transit in Brooklyn, 1878 to 1913 – Eisenbahnen in Brooklyn auf nycsubway.org (englisch)
- Forgotten New York – Umfangreiche Website mit Überresten aus der Vergangenheit New Yorks (englisch)
- Photos aus Coney Island (englisch) (Memento vom 6. Januar 2009 im Internet Archive)